# 阪堺電気軌道501形電車
阪堺電気軌道モ501形電車（はんかいでんききどうモ501がたでんしゃ）は、1957年に阪堺電気軌道の前身である南海電気鉄道（南海）が当時の同社大阪軌道線向けに導入した、路面電車用電車。

## 概要
当時この路線を経営していた南海では、1938年から木造車の鋼体化に取り組んでいたが（これによって生まれたのがモ205形）、大型木造車・モ101形は太平洋戦争も乗り越えて主力として走りつづけていた。
そこで同形の一部置き換えを目的に、1957年にモ501 - 505の5両が帝國車輛工業によって製造された。後述するように当時の最先端の技術が盛り込まれた高性能車である。

## 車体
車体は車体長13，000 mm、車体幅2,436 mm、車体高3,200 mmの全金属製で、前面は中央の運転席窓を広く取って左右に開閉可能な細窓を並べた3枚窓構成で近隣の大阪市交通局が本形式の前年に製作した和製PCC車こと大阪市電3001形に準じたスタイルとなっている。もっとも、上段をHゴム支持の固定窓とした2段上昇式窓としていた同形式とは異なり本形式の側窓は1段下降式で、本形式の直前に南海が南海線用として1954年から新造を開始していた特急車11001系に準じた構造となっている。
座席は新造時よりロングシートである。
塗装は新造時から窓部から上がクリーム、下がダークグリーンの2色塗り分けで、この塗色は大阪軌道線向けでは初採用となった。前面は中央部の下部までクリームを塗った、いわゆる「金太郎塗り」に近い塗り分けとなっている。なお、設計当時は強力なブレーキ能力があったため、フートゴングは必要無いとされ当初より装備していない。

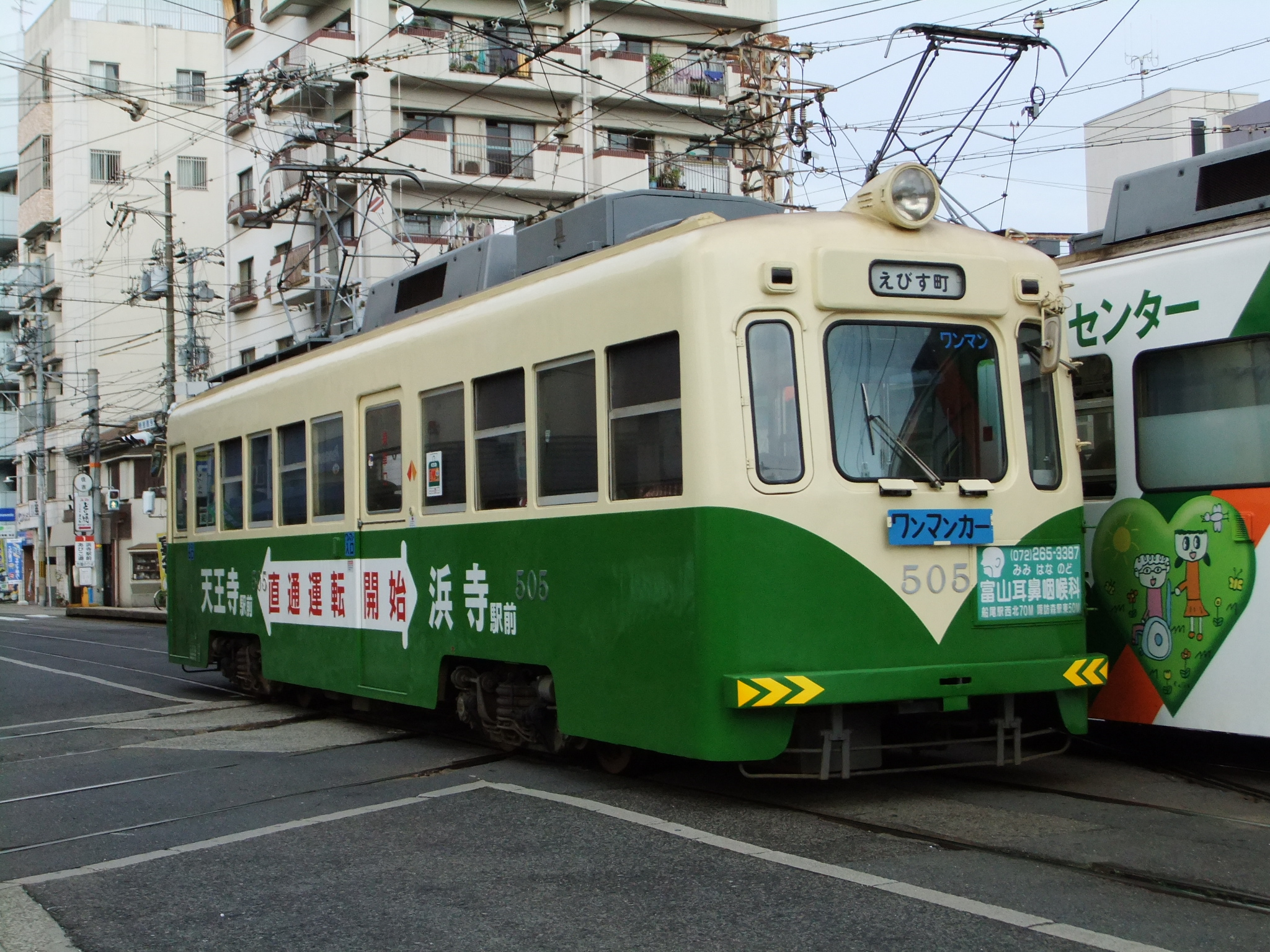
竣工当時の塗装を復刻したモ505

## 主要機器
大阪市電3001形同様、いわゆるPCCカーの影響下に登場したことや、当初連結運転に対応していたこと、それに専用軌道の多い路線で使用されることからか、走行装置は当時の最新鋭技術による豪華なものが装備された。
制御器は三菱電機AB-44-6Mで、自動加速制御機能を備えた多段電動カム軸式制御器である。この制御器は各車の床下に装架され、各運転台に設置されたKL-581A主幹制御器からの進段指令を受けて動作し、これにより連結運転時の総括制御を可能としている。
主電動機は定格出力30 kW、定格回転数1,580rpmの東洋電機製造TDK-830Aを各台車に2基ずつ計4基搭載する。駆動装置は中空軸平行カルダン駆動方式を採用し、小径の車輪（660 mm）を使用することなどからアイドラーギアを1枚挿入した2段減速としてある。このため歯数比は84：37：13となり、定格速度は30.4 km/hとなる。
台車はボルスタアンカーを備え、枕ばねにベローズ式の空気ばねを使用し、軸箱を防振ゴムで包んで軸ばねを省略した一自由度系軸箱梁式台車（エコノミカル・トラック）である汽車製造KS-53台車を装着する。この台車は汽車製造製空気ばね台車としては京阪電気鉄道向けKS-50（1700系用試作）・KS-51（1810系用）、京阪神急行電鉄向けKS-52（1010系用試作）に続く4作目で、エコノミカル・トラックとしては第1作、しかも日本の路面電車用台車としては初の量産空気ばね台車である。
ブレーキは総括制御と発電ブレーキ常用による制輪子摩耗の削減を目的として、電空併用非常直通ブレーキSME-Dを搭載した。しかし、電空併用ブレーキはその扱いが他形式のSM-3空気ブレーキと全く異なり、扱いが難しい事などもあって間もなく発電ブレーキの使用を中止した。連結運転が中止された後で連結器撤去が行われたが、ブレーキはそのまま非常直通ブレーキのまま残置された。しかし1980年の分社化に際し、路面電車では一般的なSM-3空気ブレーキへ交換された。なお、基礎ブレーキ装置は台車シリンダー式の踏面ブレーキである。
空気ブレーキのみとなった事や冷房化による重量増が影響してか、他形式よりブレーキ性能が劣る。
パンタグラフは菱枠型の東洋電機製造PT52Lを1基搭載する。
連結器としてトムリンソン式密着連結器を装備していたが、連結運転の中止後に撤去された。

## 運用・変化
登場から同路線のエース的存在となっており、現在も5両全車が運用されている。
新造当初は同形式同士で連結運転を実施したが、1961年に中止され、以後この機能は使用されていない。
1976年からワンマン運転実施に備え、ワンマン化改造が行われたが、この際にそれまで系統番号と行き先を表示する形だった方向幕が、方向幕を新設したモ161形などと共通化するために小型化されている。
1985年にはモ501 - 504が三菱電機CU77N冷房装置を搭載して冷房改造され、同年7月3日から冷房を作動させて営業運転を開始した。翌年に残るモ505も同様に冷房改造されたため、全車冷房車となっている。冷房改造された当初の夏場には、非冷房車を敬遠して待ってでも冷房車に乗る乗客もいたという。
2013年12月にモ502の行き先表示機が、従来の幕式表示からLED表示へと変更され、運転席背面に液晶ディスプレイが設置された。運賃箱も1001形と同じタイプのものに交換され、ドア横にICカードリーダーが新設された。
なお、モ503は2015年7月30日に大和川検車区構内で脱線事故を起こした。
2018年5月改造の503号より、前面のワンマンプレート撤去、車番と出入口表示のカッティングシート化が開始され、2022年12月の505号車をもって全車の改造が終了した。
熊本市交通局5000形電車と共に、いわゆる「和製PCCカー」の中でカルダン駆動を現在でも採用している希少な車両であり、同社5014号の引退以後は、唯一現役の形式となった。
2019年2月1日より、乗降扉に補助ステップが順次付けられている。

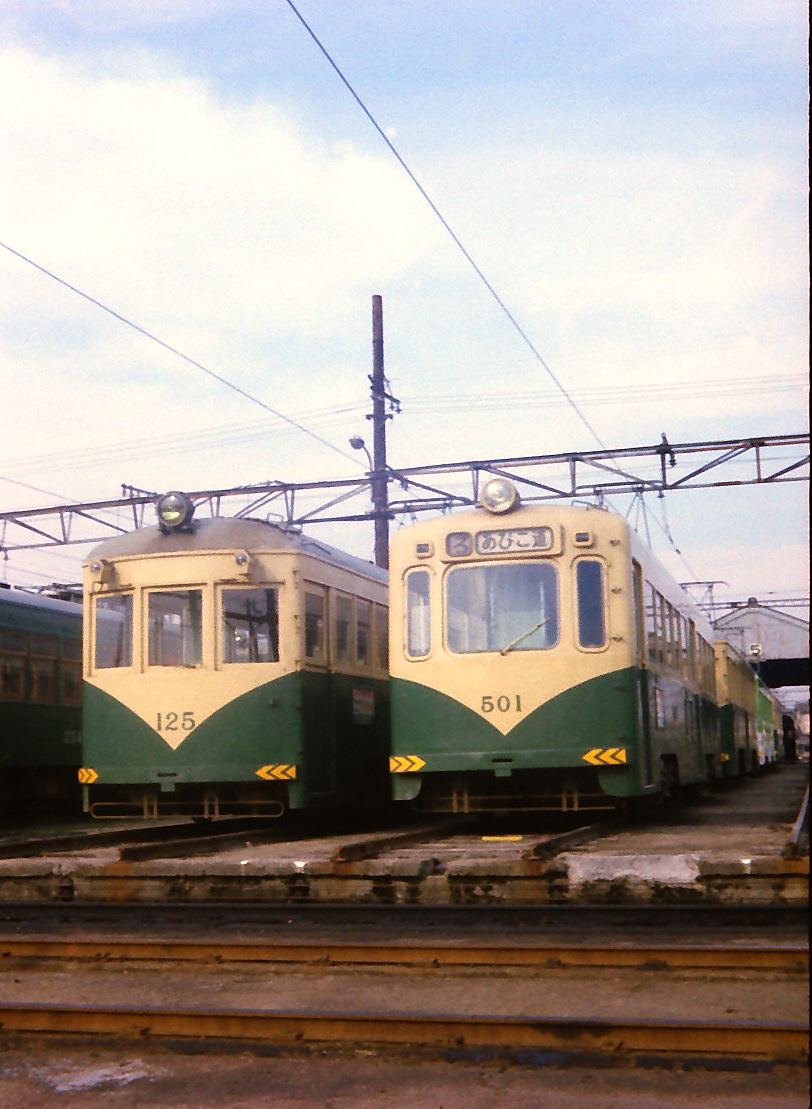
系統番号と行き先を表示する方向幕を装備していたモ501
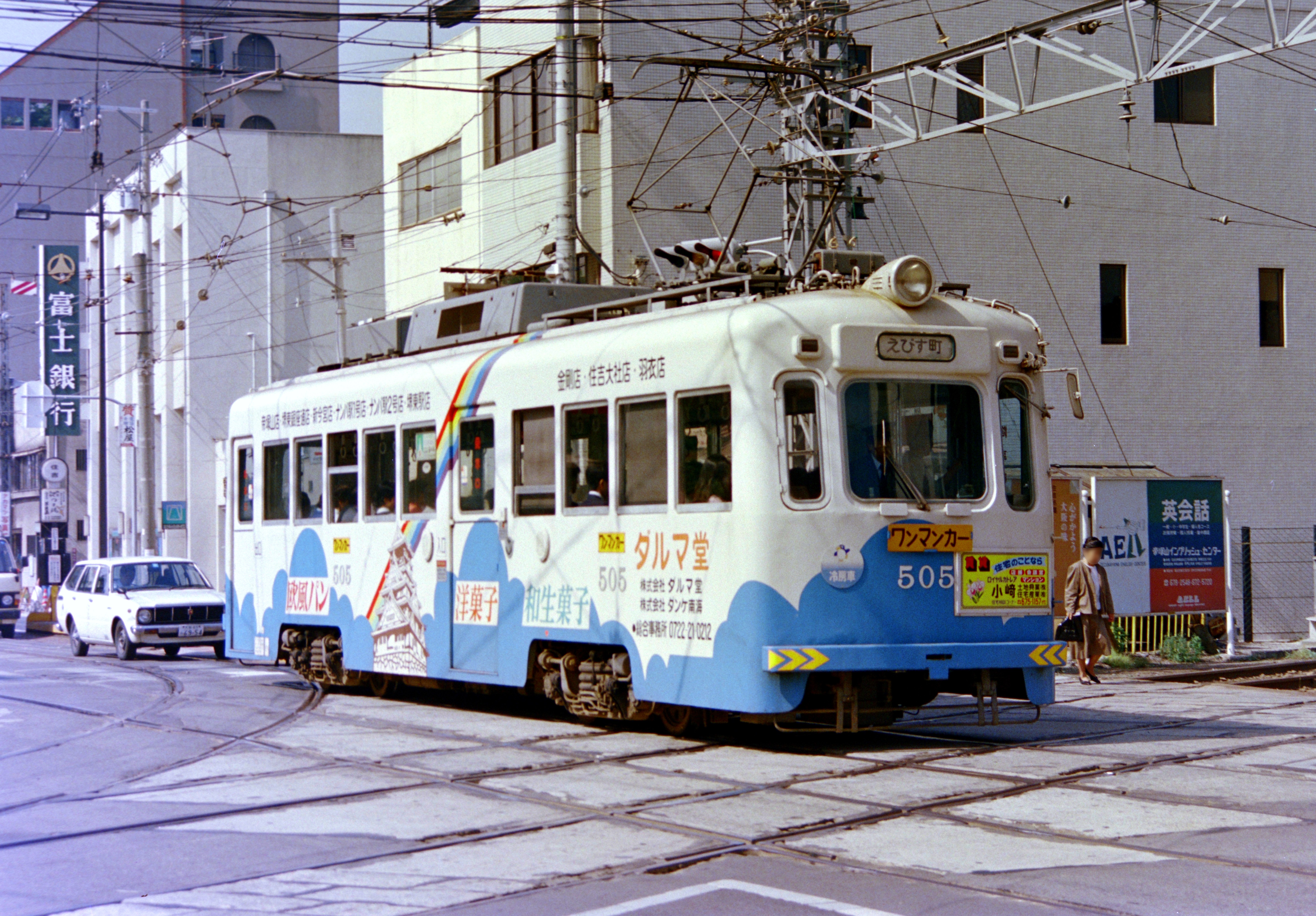
冷房改造されたモ505
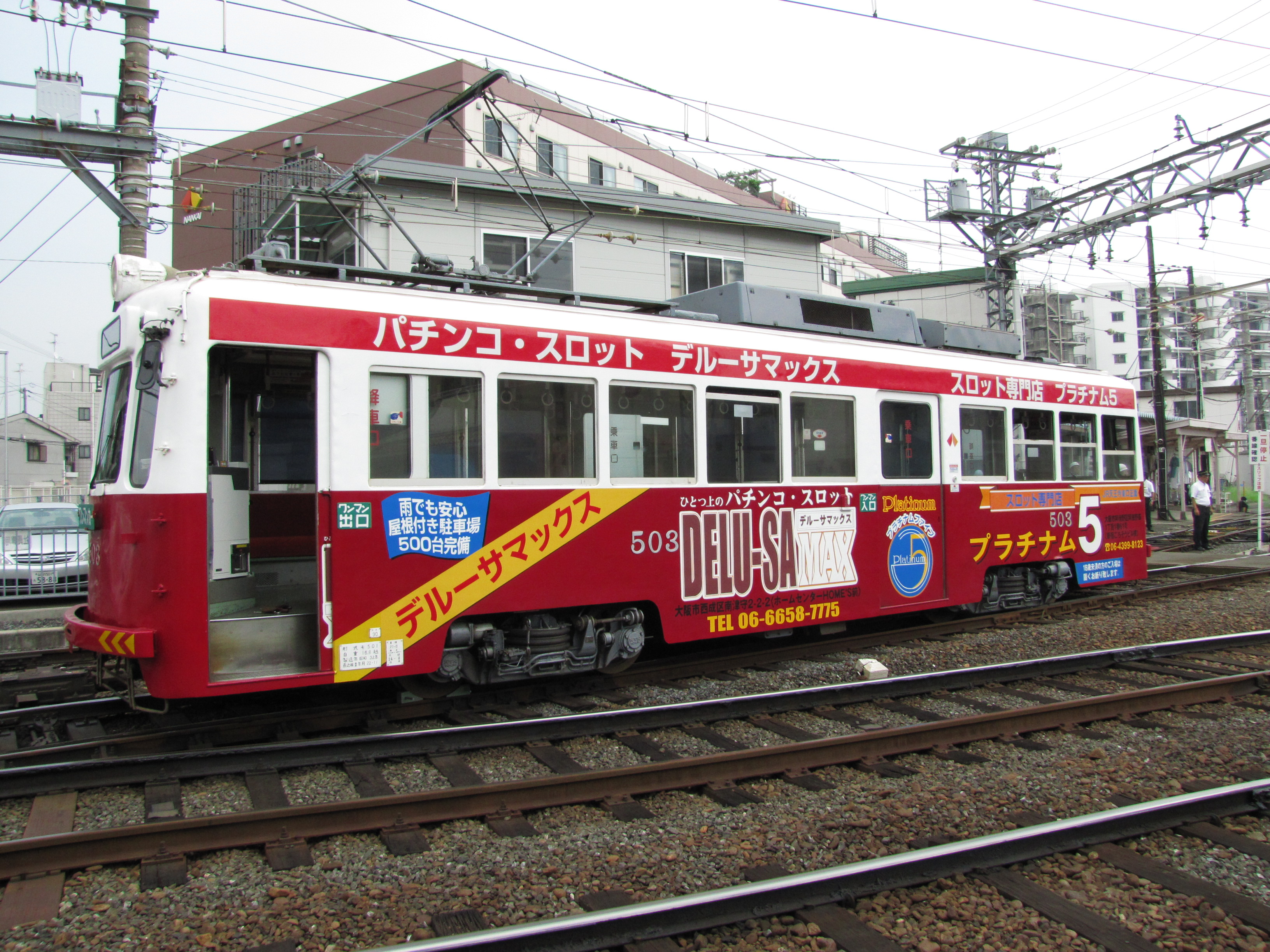
脱線したモ501形503号
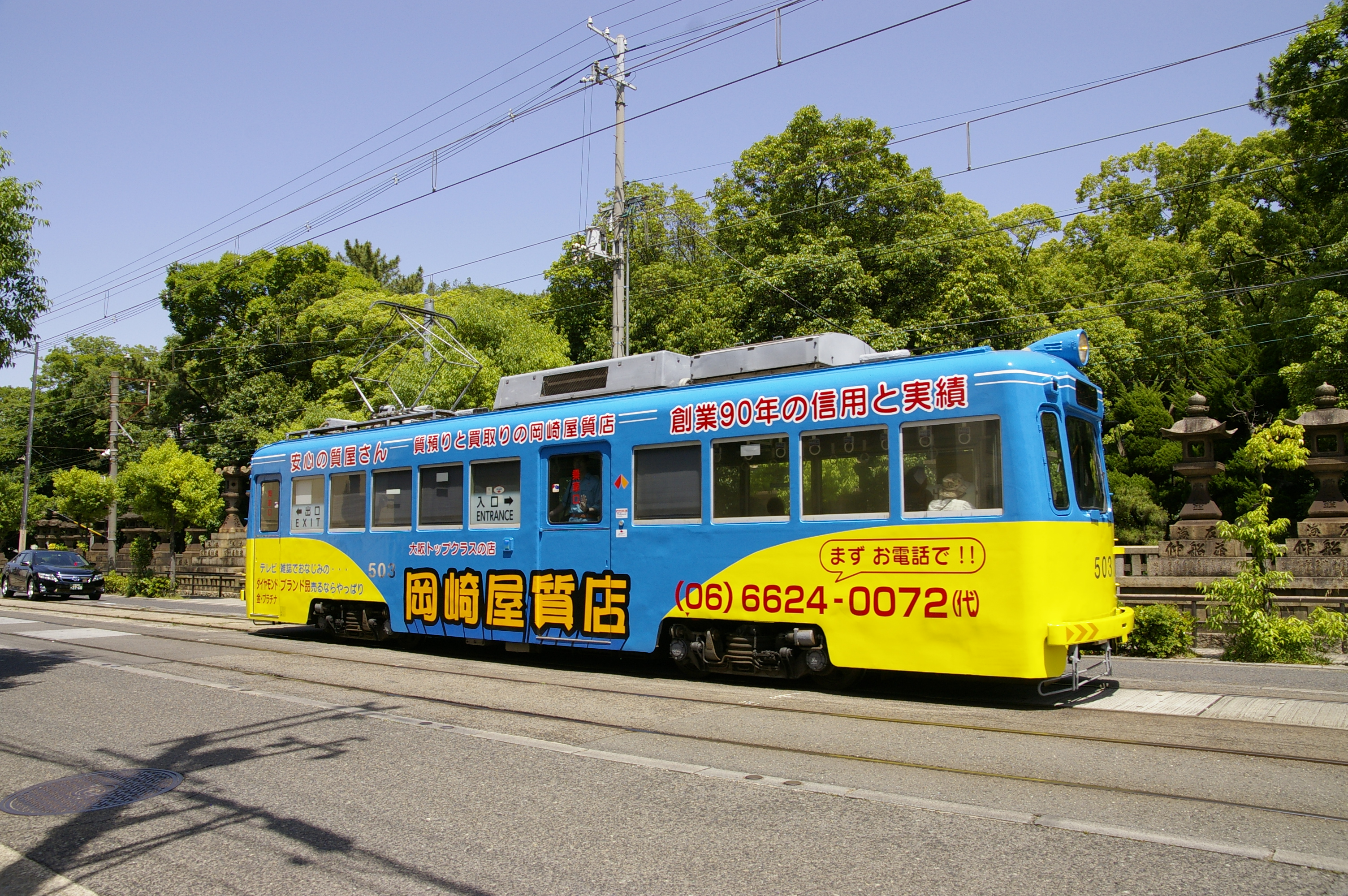
ワンマンプレート撤去と、車番および出入口表記が変更された503号

## 保有車両の塗装
- モ501 - 桃山学院大学
- モ502 - つぼ市製茶本舗
- モ503 - 岡崎屋質店
- モ504 - 雲塗装（橙）（側面に『乗ってこ！南海　行っとこ！通天閣』のラッピング）
- モ505 - オリエント住宅販売

モ501は通称雲塗装（橙）と呼ばれる特別塗装を施していた。2008年6月より就役50周年を記念してステッカーが貼られた。2010年8月には上半分の塗装がオレンジ色から黄色に変更された。2013年11月からは前面は雲塗装のまま、側面はパチンコ店「P-ROOTs CASINO」の広告ラッピングとなり、1年経たのち関西国際学園「さくらインターナショナルスクール」の広告塗装となっている。2016年11月頃からデザインが変更されている。
モ502は2010年6月6日から2年間の予定で、南海グループと東京都交通局の共同キャンペーンの一環として,
1978年以前の東京都電の塗色である黄色地・窓下赤帯に変更されていた。発表の時には車両の方向幕を「早稲田」に変更し、共同PRを行った。このいわゆる「塗装交換」は2009年10月より江ノ島電鉄と京福電気鉄道との間で実施している方法と類似（両社も方向幕に互いの事業者の行先「嵐山」「鎌倉」を掲示した）しているが、江ノ電・京福間が塗装で実施しているのに対して都電・阪堺間ではラッピングで行っていた。2014年5月以降は、同年4月1日から阪堺で導入されたPiTaPaおよび南海グループカード minapitaの広告塗装を経て、モ503と同じパチンコ店「デルーサツインK's・プラチナム5」の広告塗装となった。2017年2月からは502が「野村證券」、503が「岡崎屋質店」の広告になっている。
また、モ502は2025年5月12日より「つぼ市製茶本舗」の広告塗装となり、赤色から緑色に塗装が変更された。
モ504は竣工当時の塗装が復活し、2009年12月29日から営業運転を行っていたが、2013年2月に塗装が変更されて近鉄百貨店の広告塗装となり、雲塗装（橙）を経て2015年11月1日からは大阪府警察など各種団体連合による『カギかけた？880万人防犯啓発運動』ラッピング電車となった。2017年1月からは大阪市立大学医学部付属病院の広告電車、2024年7月26日からは再び雲塗装(橙)となっている。また、2025年3月26日からは雲塗装のまま『乗ってこ！南海　行っとこ！通天閣』の広告が側面にラッピングされている。

モ505もモ504と同様に竣工当時の塗装となっていたが、2012年5月に赤と青のダイナミックな塗装に変更されており、2012年6月10日に開催された「第14回路面電車まつり」にてお披露目が行われ、「キン肉マンプロジェクト推進委員会」特別ラッピング電車となった。2017年6月に「還暦記念」として登場時の金太郎塗りとなり、2017年6月10日の「第19回路面電車まつり」から運行が開始された。2017年12月頃から広告ラッピングが下半部に入れられた。

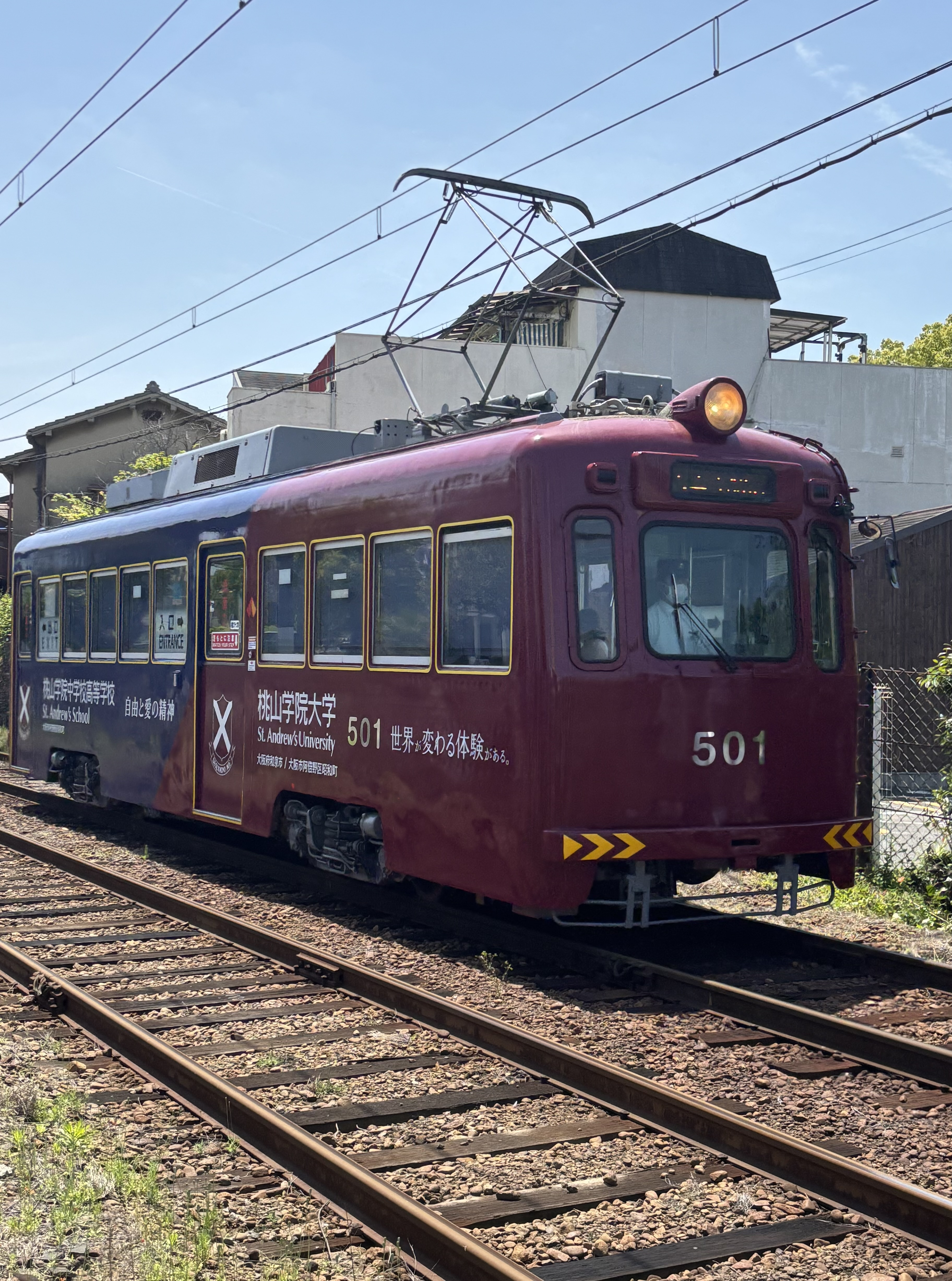
モ501（2025年5月）「桃山学院大学」塗装
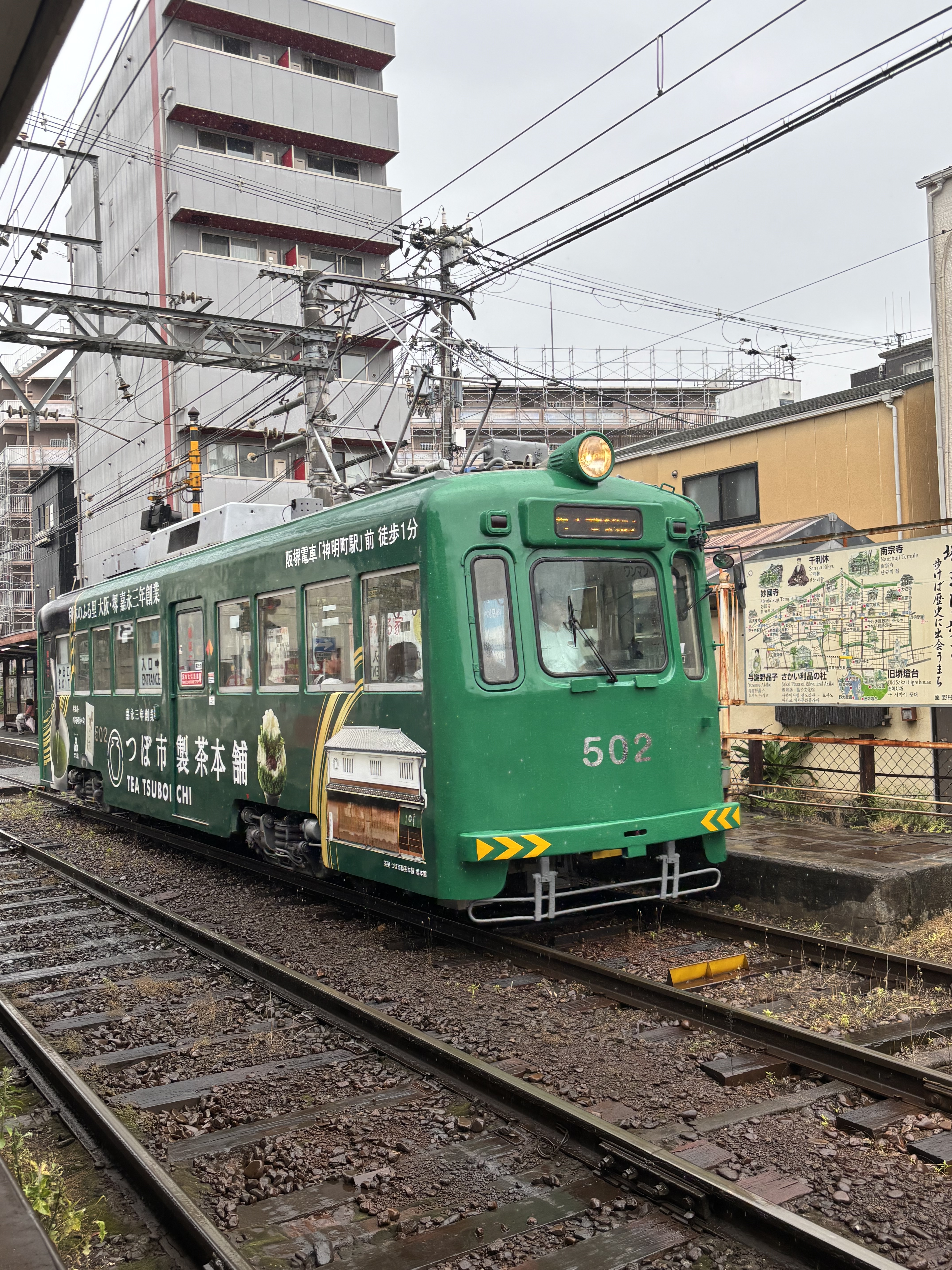
モ502（2025年5月）「つぼ市製茶本舗」塗装
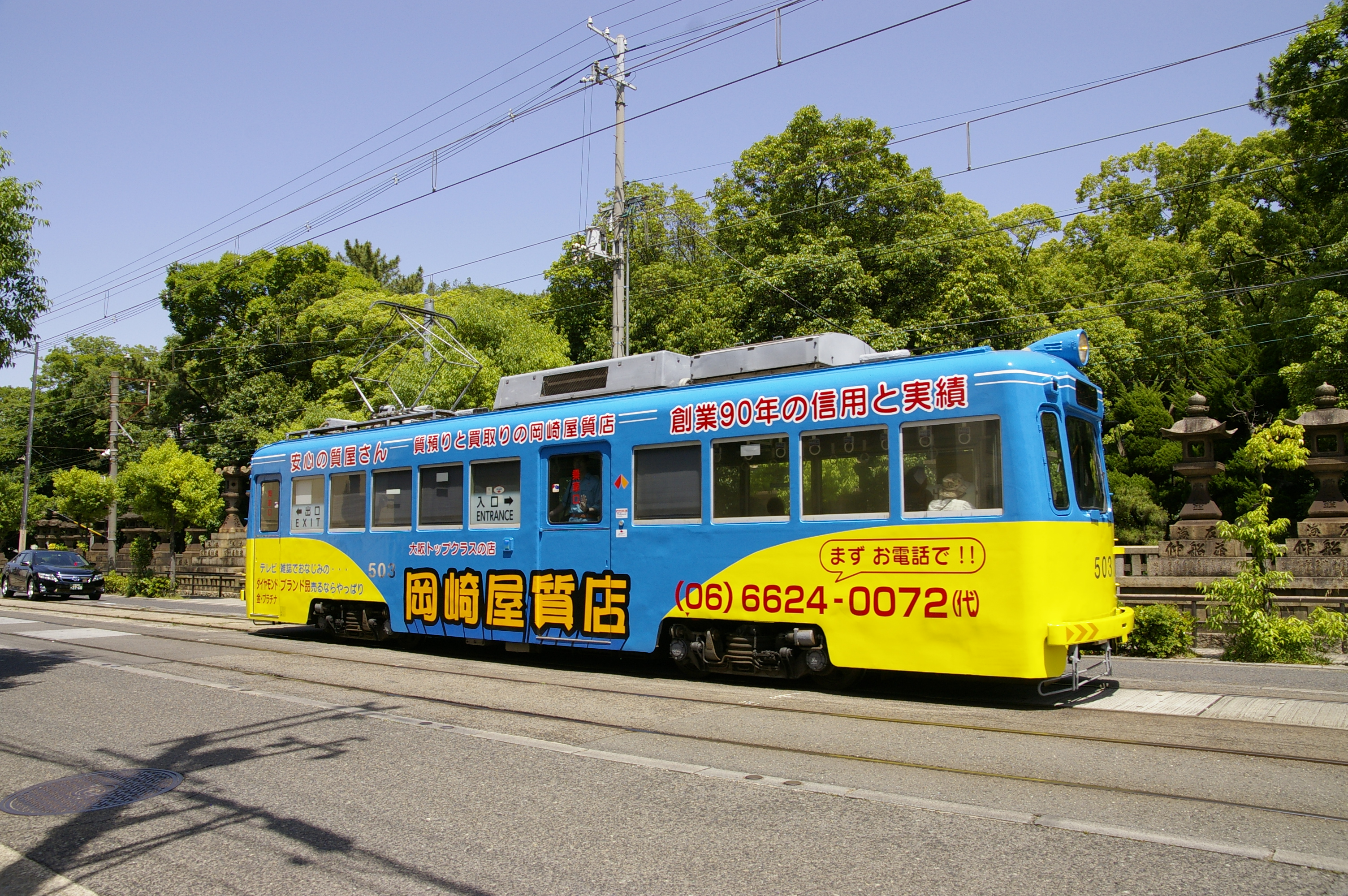
モ503（2018年5月） 「岡崎屋質店」塗装
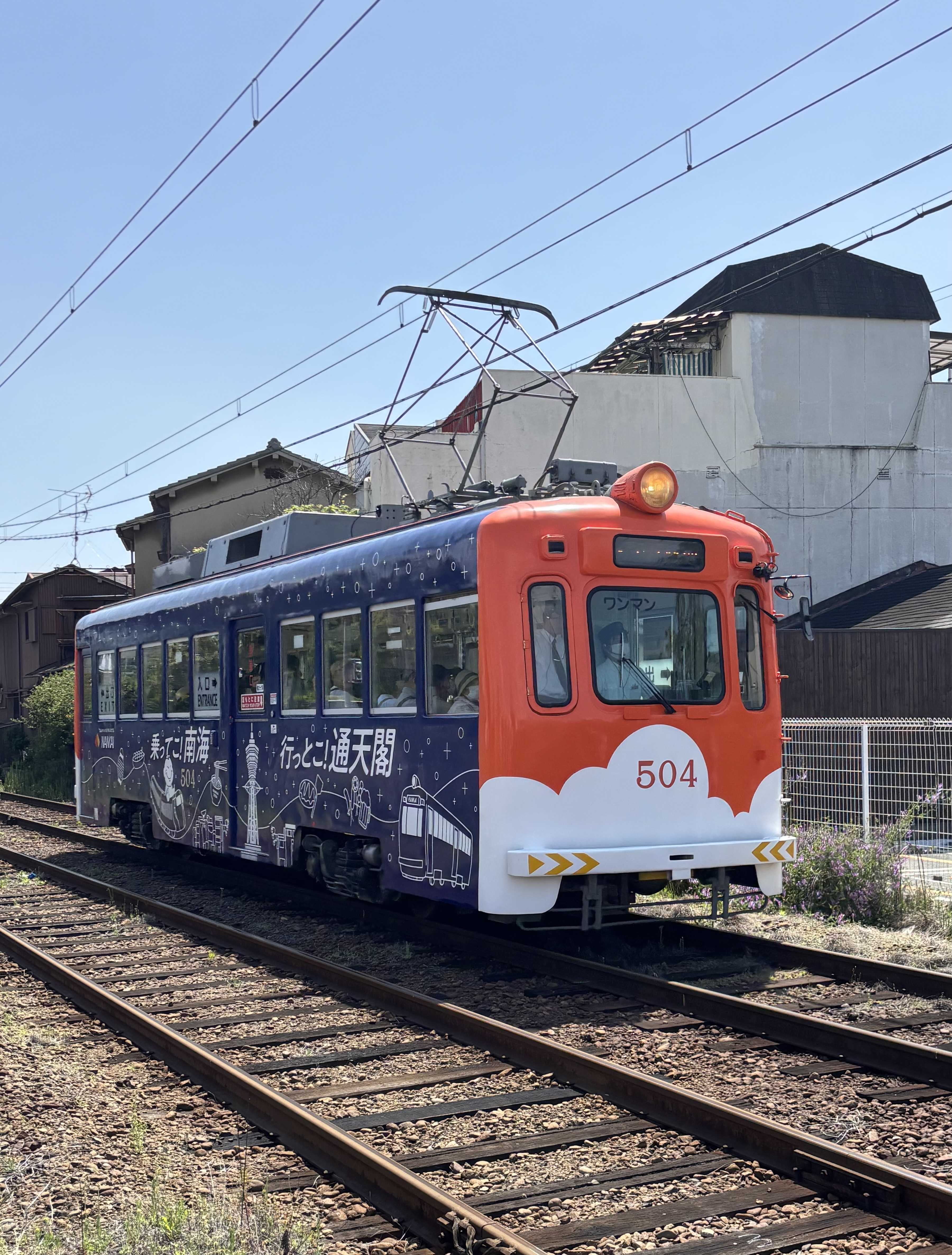
モ504（2025年5月） 雲塗装（橙）＆『乗ってこ！南海　行っとこ！通天閣』ラッピング
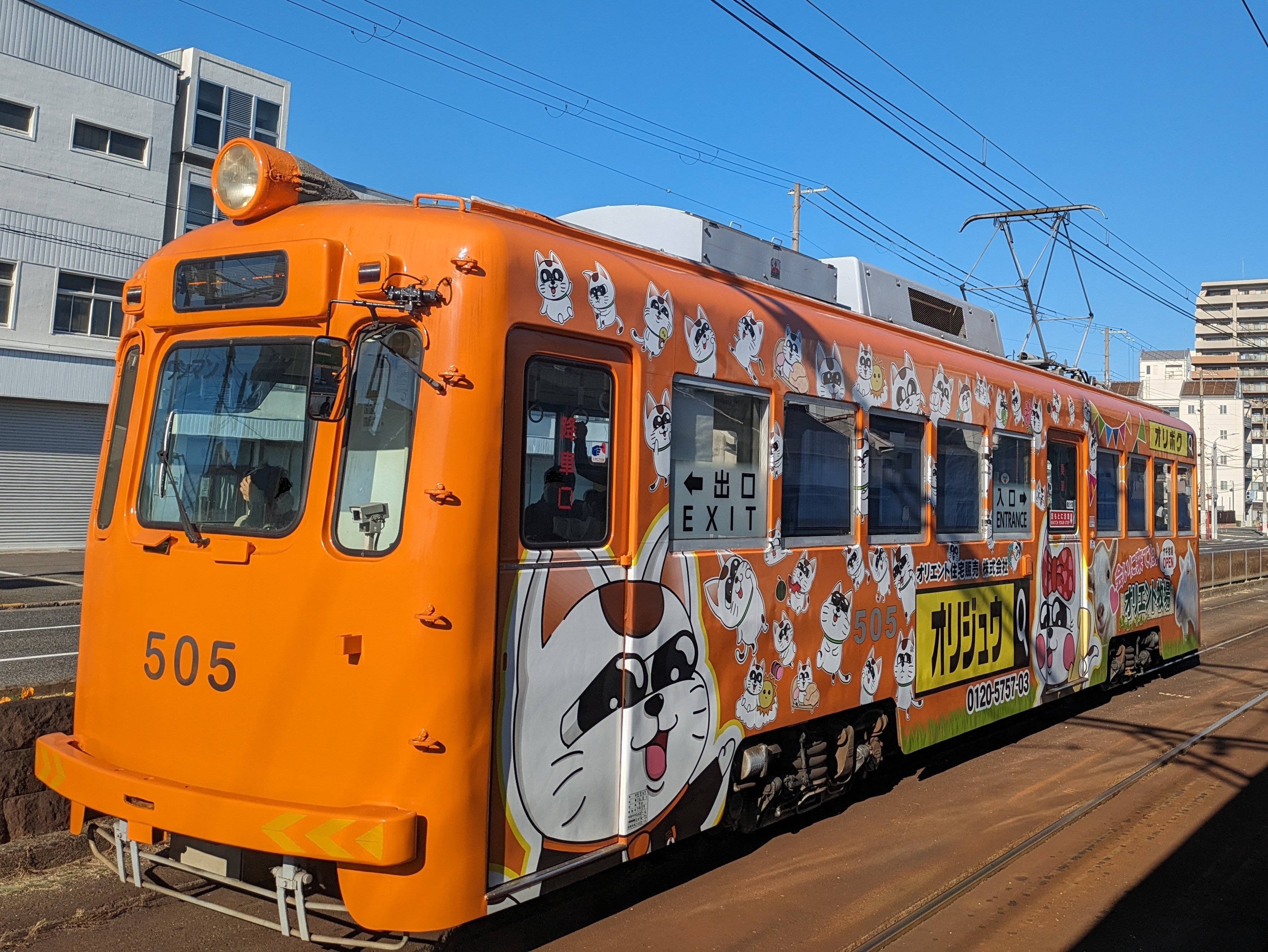
モ505（2024年1月）「オリエント住宅販売」塗装

### 過去
- モ501 - （アサヒビール）→阪堺標準色→大阪宅建協会→雲電車（橙）→雲電車（黄色）＆パチンコ店「P-ROOTs CASINO」→関西国際学院→桃山学院大学

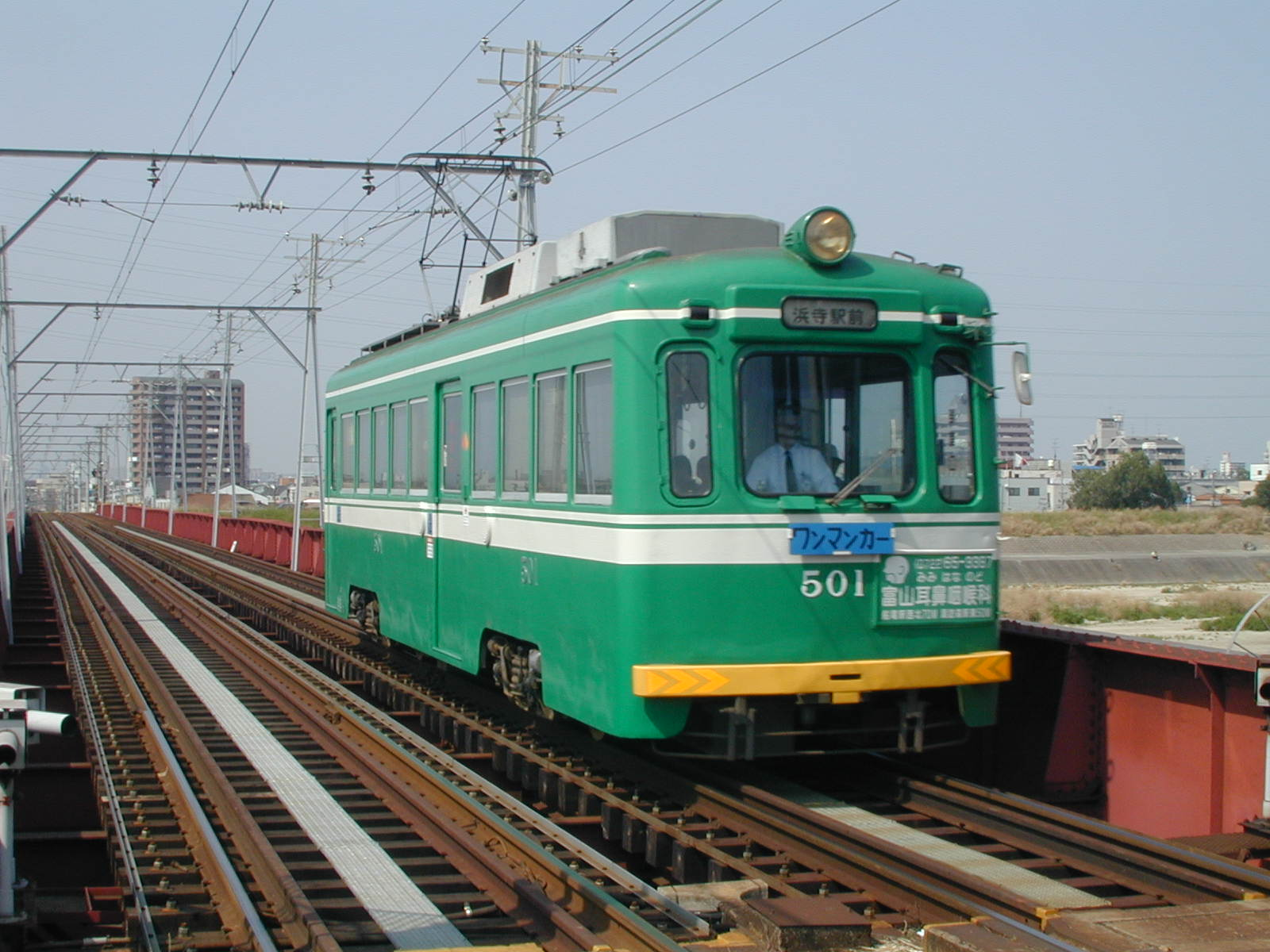
モ501（2002年6月） 新標準色塗装
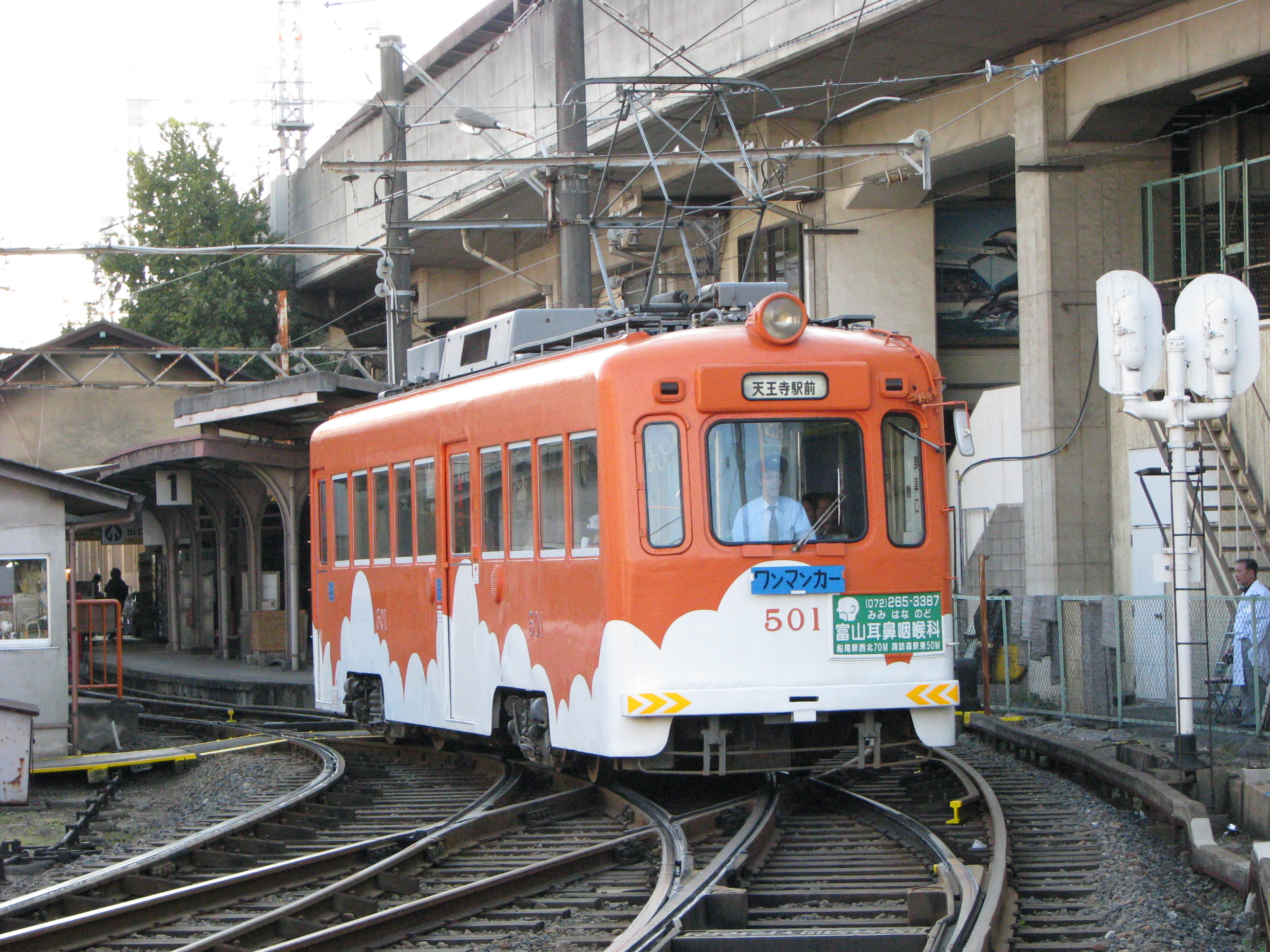
モ501号（2007年11月）雲塗装（橙）
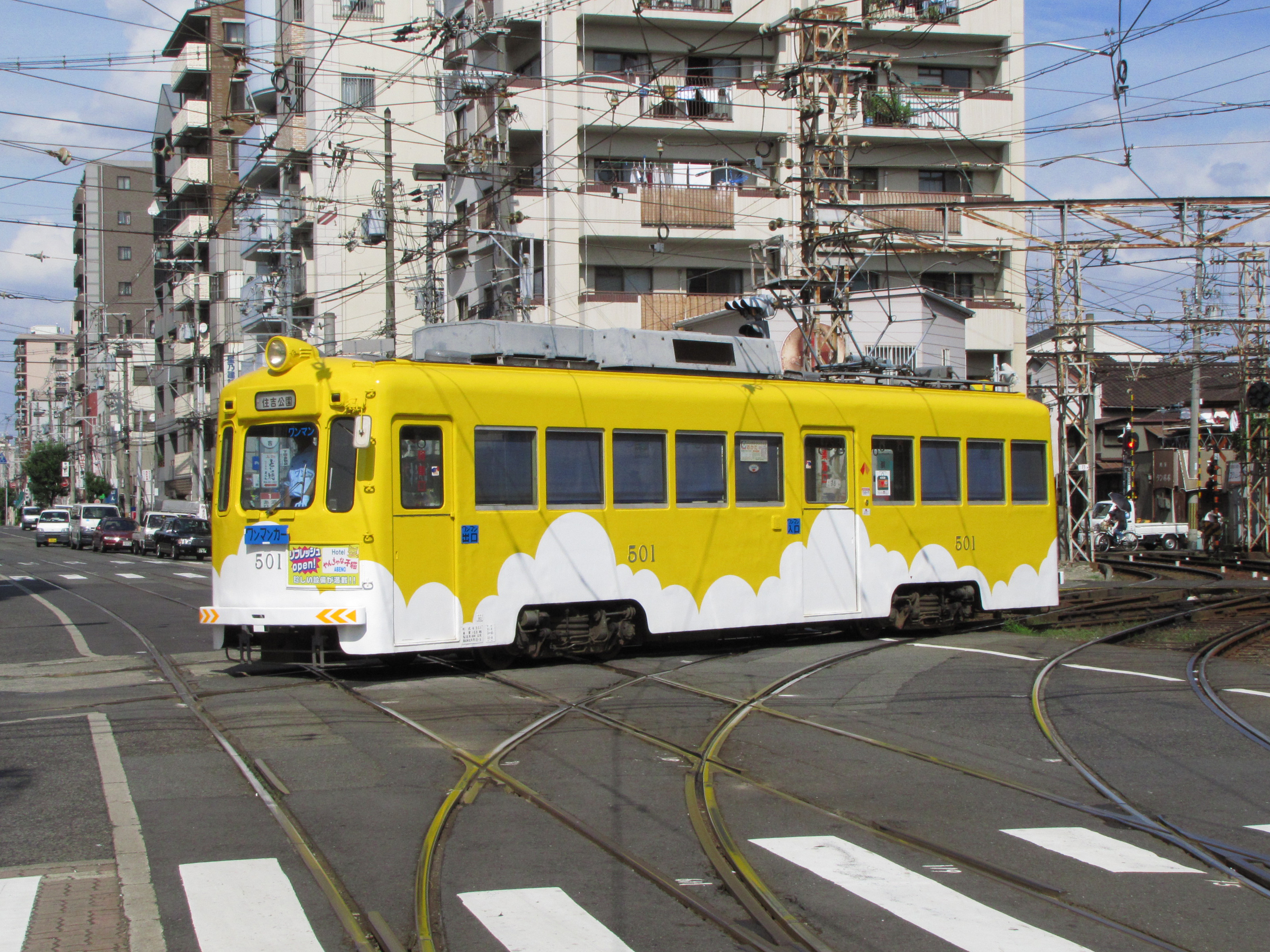
モ501号（2010年10月）雲塗装（黄色）
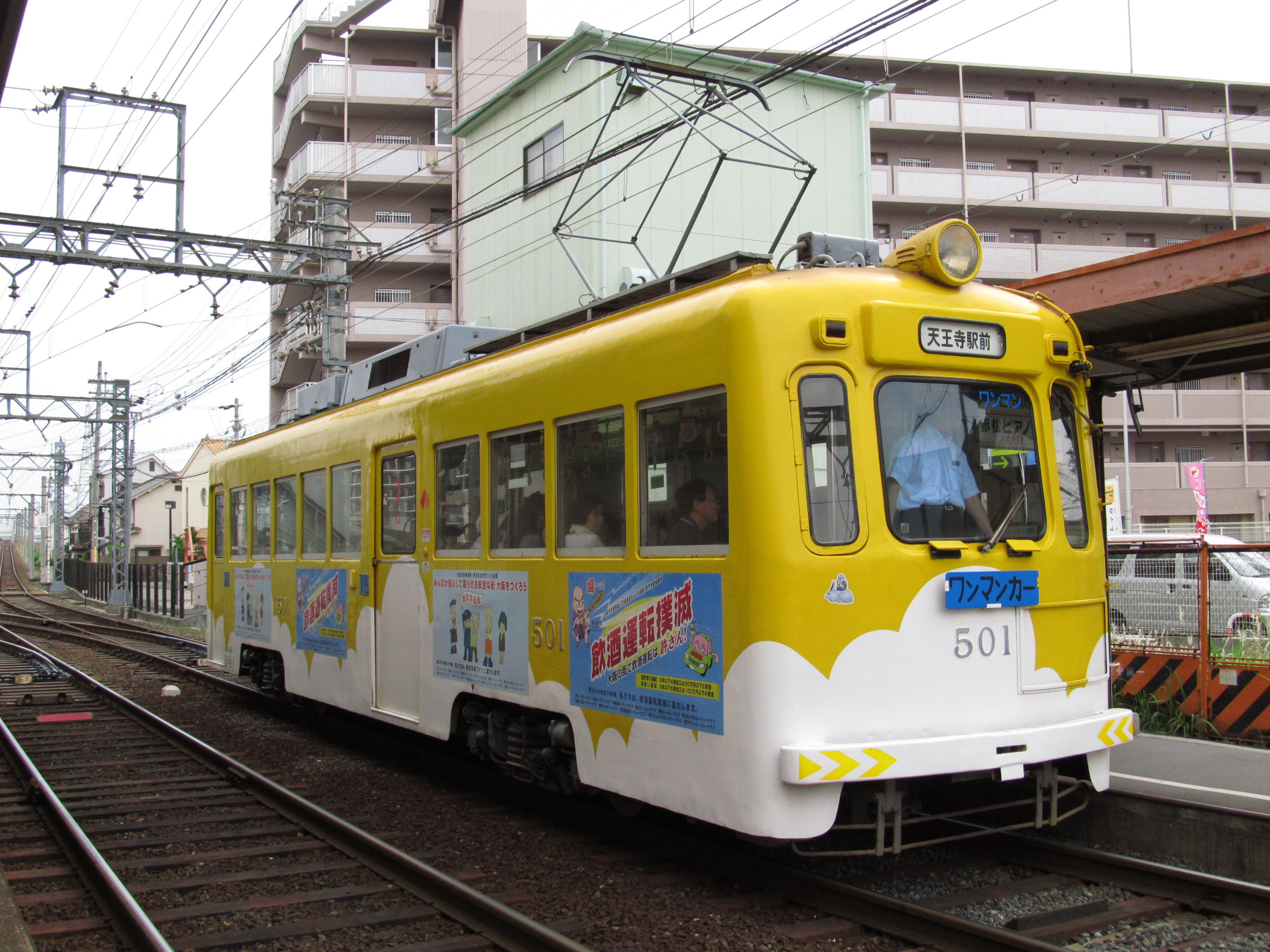
モ501（2013年6月） 雲塗装（黄色）＆「飲酒運転撲滅」キャンペーンラッピング
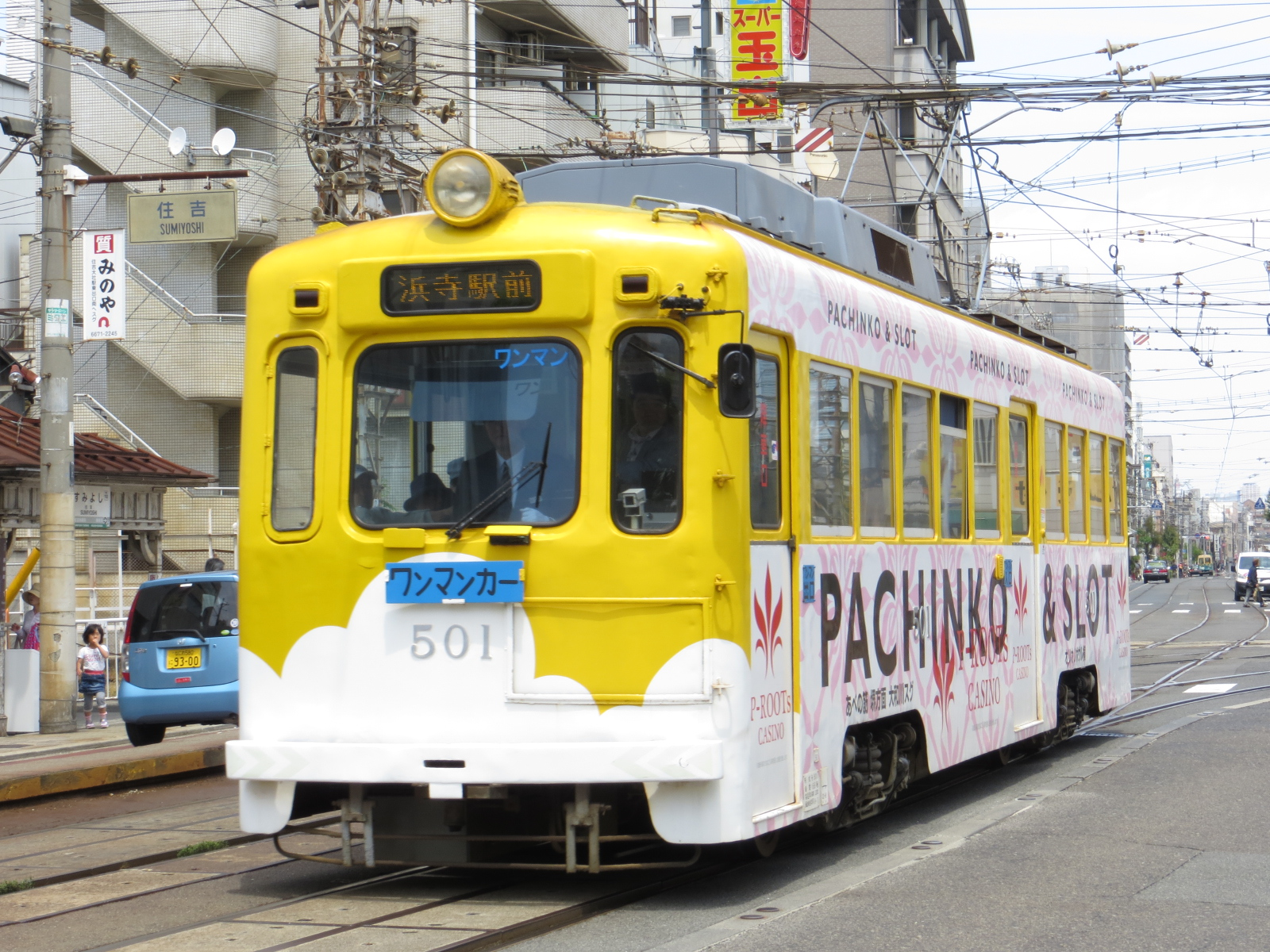
モ501（2014年5月） 雲塗装（黄色）＆パチンコ店「P-ROOTs CASINO」ラッピング
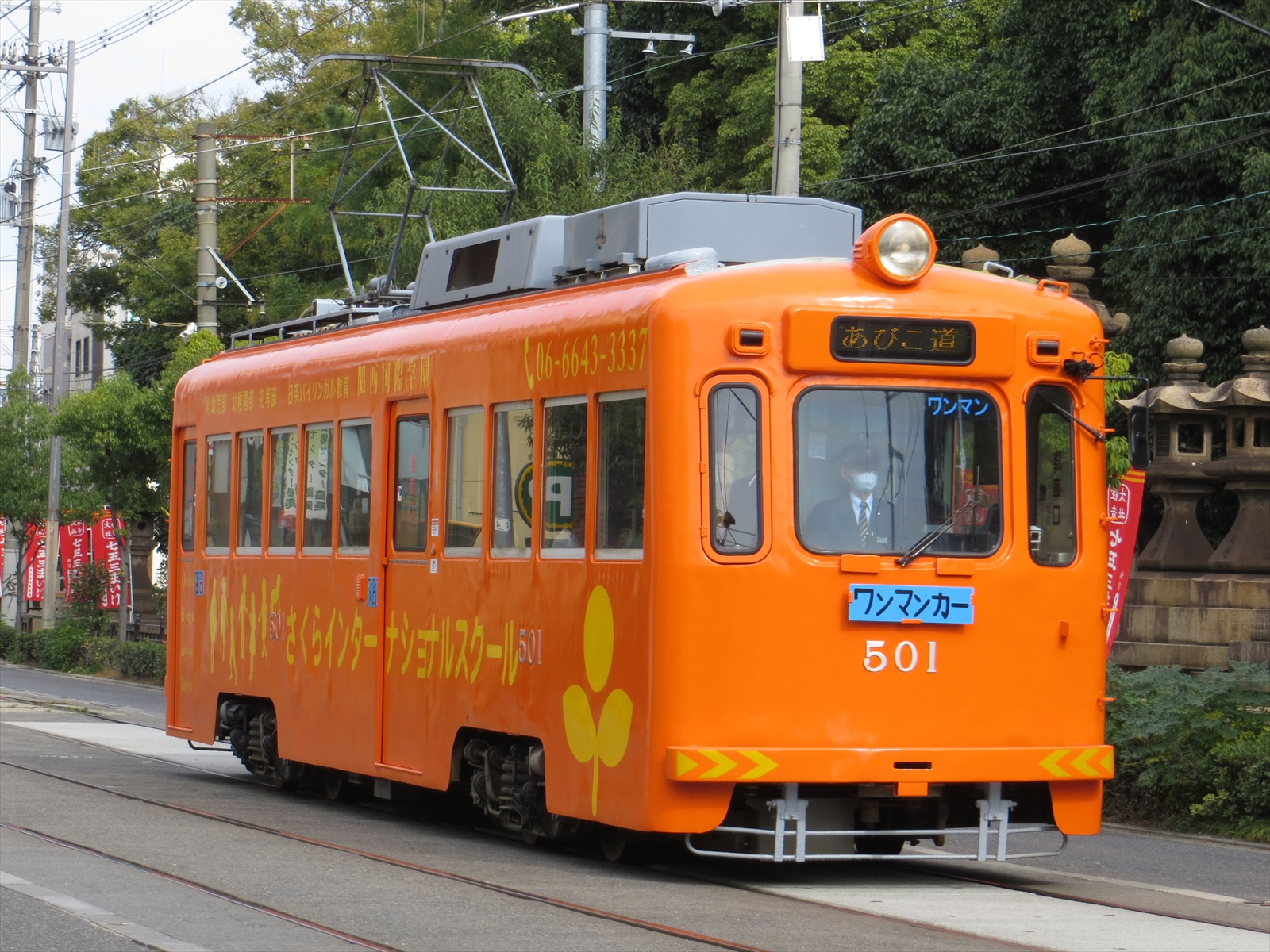
モ501（2014年11月）　関西国際学園「さくらインターナショナルスクール」塗装

- モ502 - 末廣堂→公益社→雲電車（橙）→トラスティ不動産販売→旧都電塗装→PiTaPa・南海グループカード minapita→デルーサツインK's・プラチナム5→野村證券

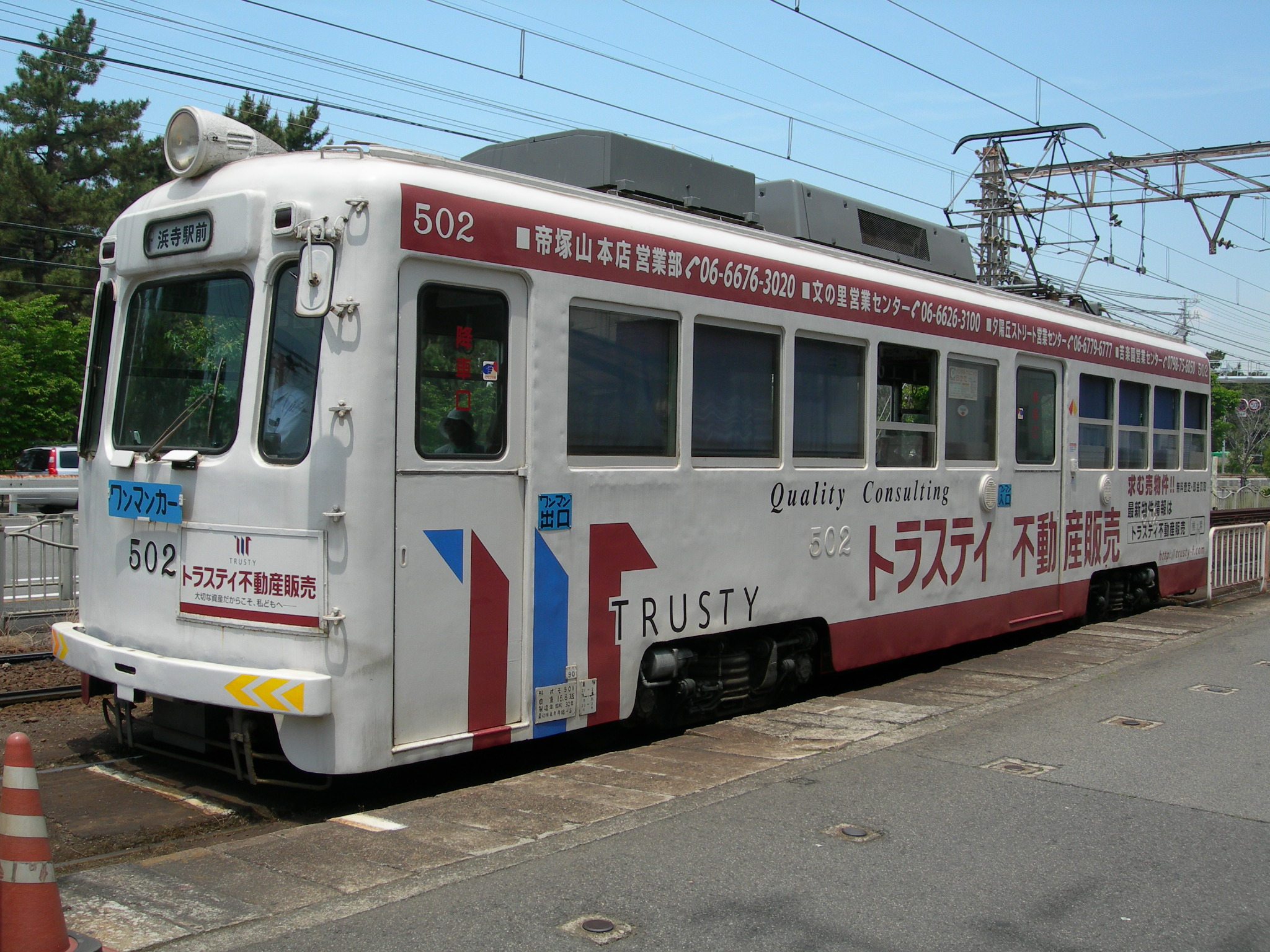
モ502（2009年5月）「トラスティ不動産販売」塗装
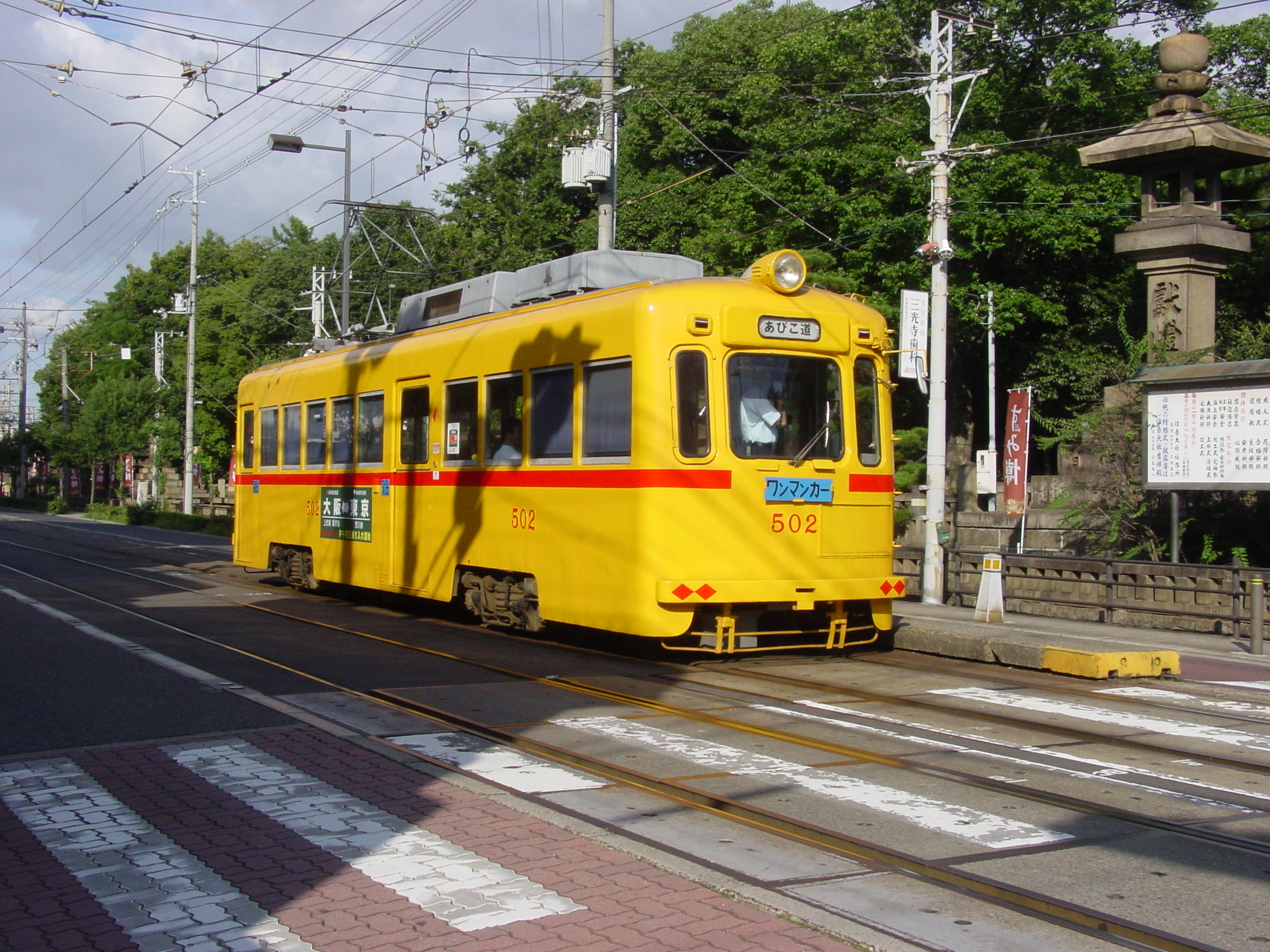
モ502（2010年10月）旧都電塗装
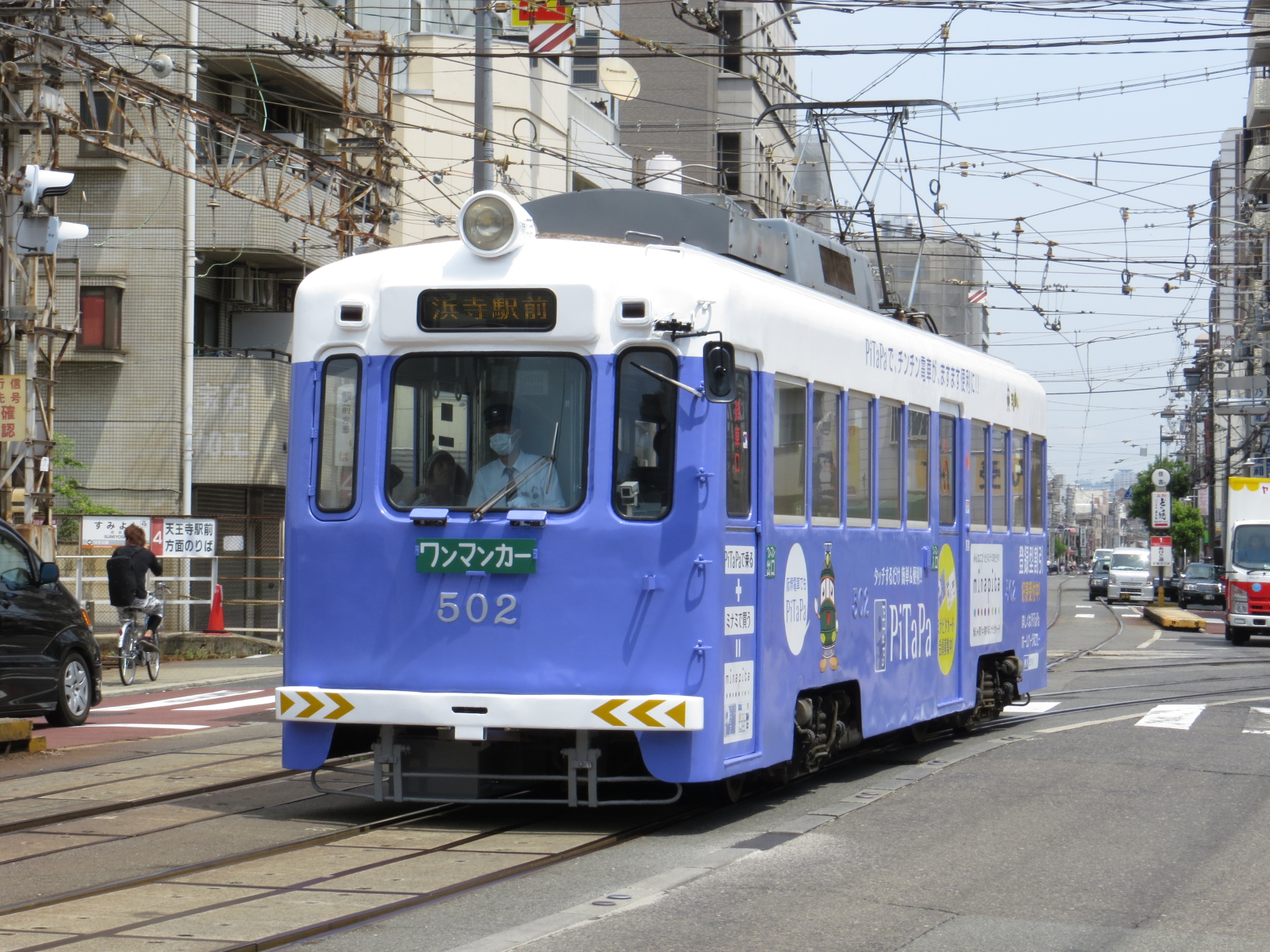
モ502（2014年5月）「PiTaPa」塗装
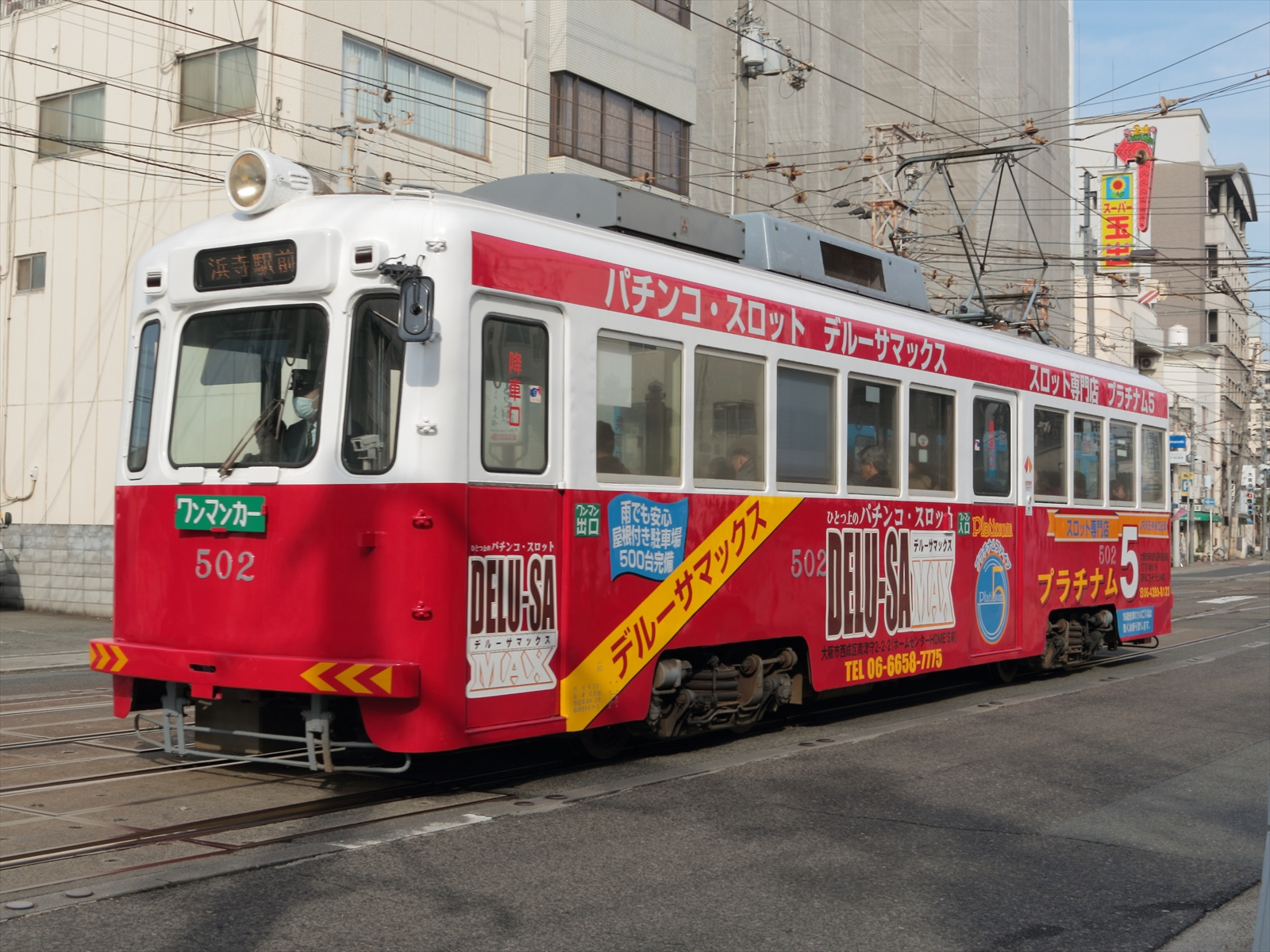
モ502（2015年11月）「デルーサツインK's・プラチナム5」塗装
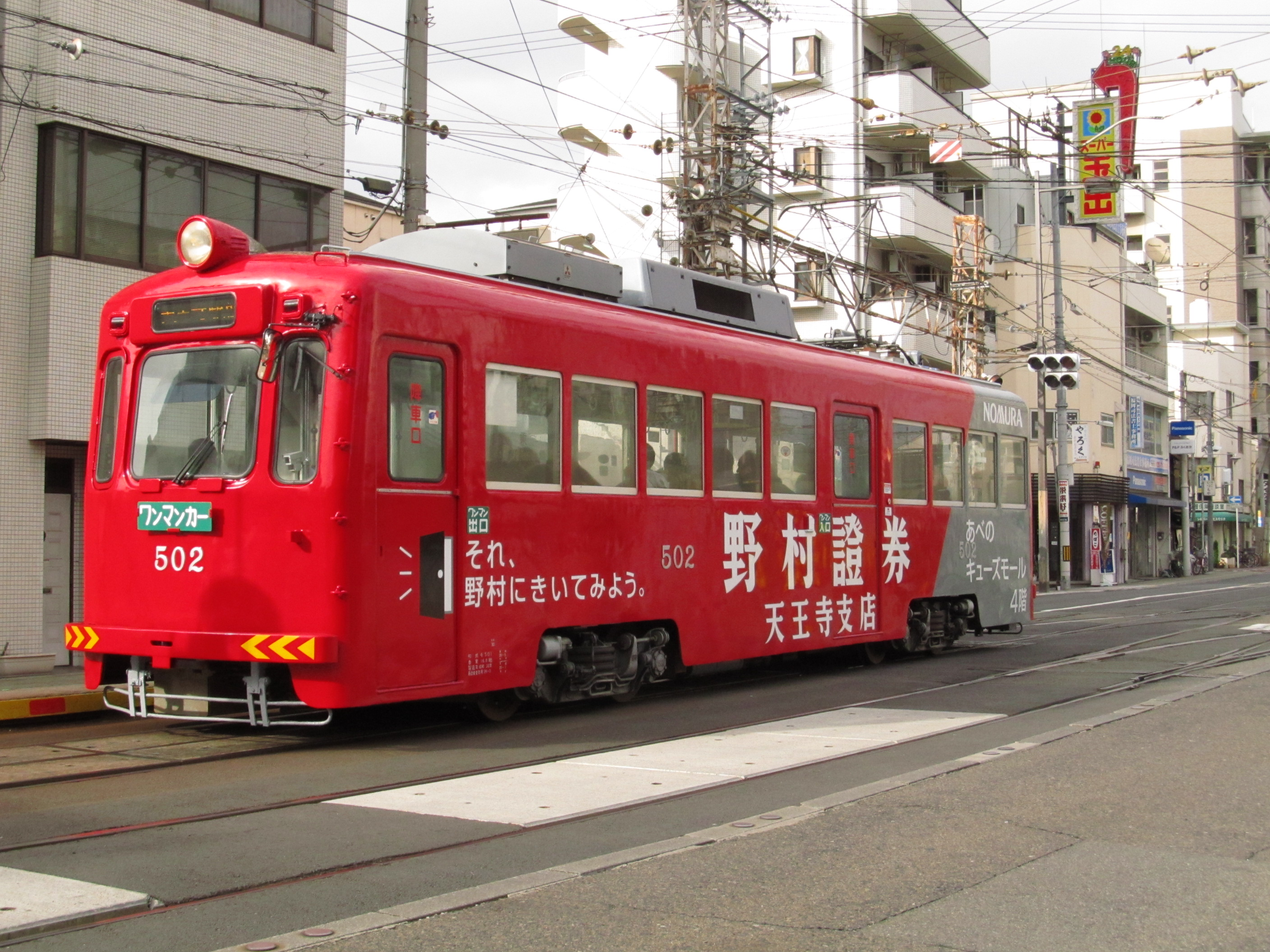
モ502（2017年2月）「野村證券」塗装

- モ503 - あびこ道&安立商店街→雲電車（橙）→デルーサツインK's・プラチナム5  - モ503（2005年5月） 雲塗装（橙）
  - モ503（2013年3月） 「デルーサツインK's・プラチナム5」塗装
- モ504 - 南海辰村建設→雲電車（橙）→竣工当時の塗装→近鉄百貨店→大阪市立大学医学部付属病院→三井トラスト不動産

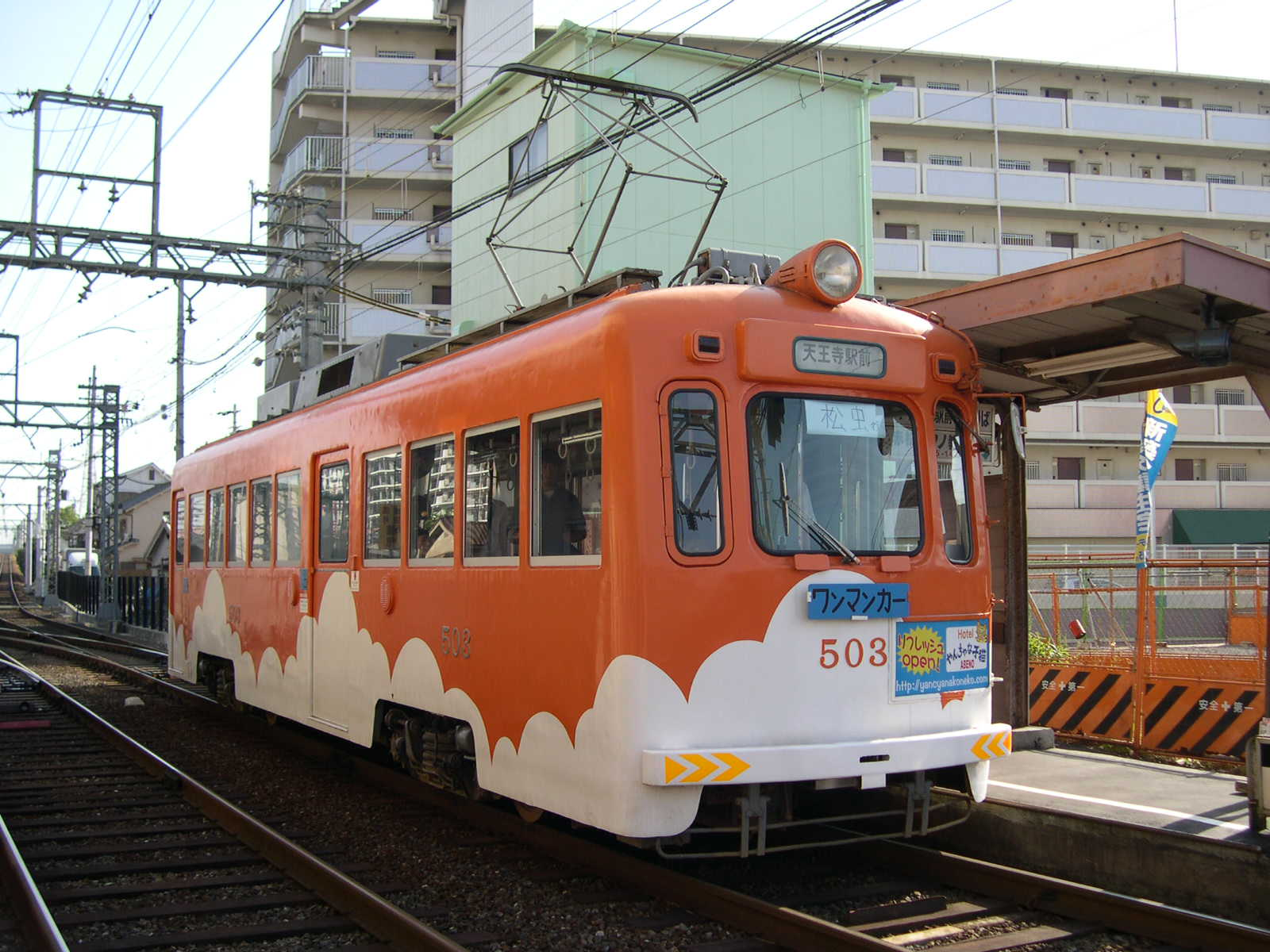
モ504（2003年8月） 雲塗装（橙）
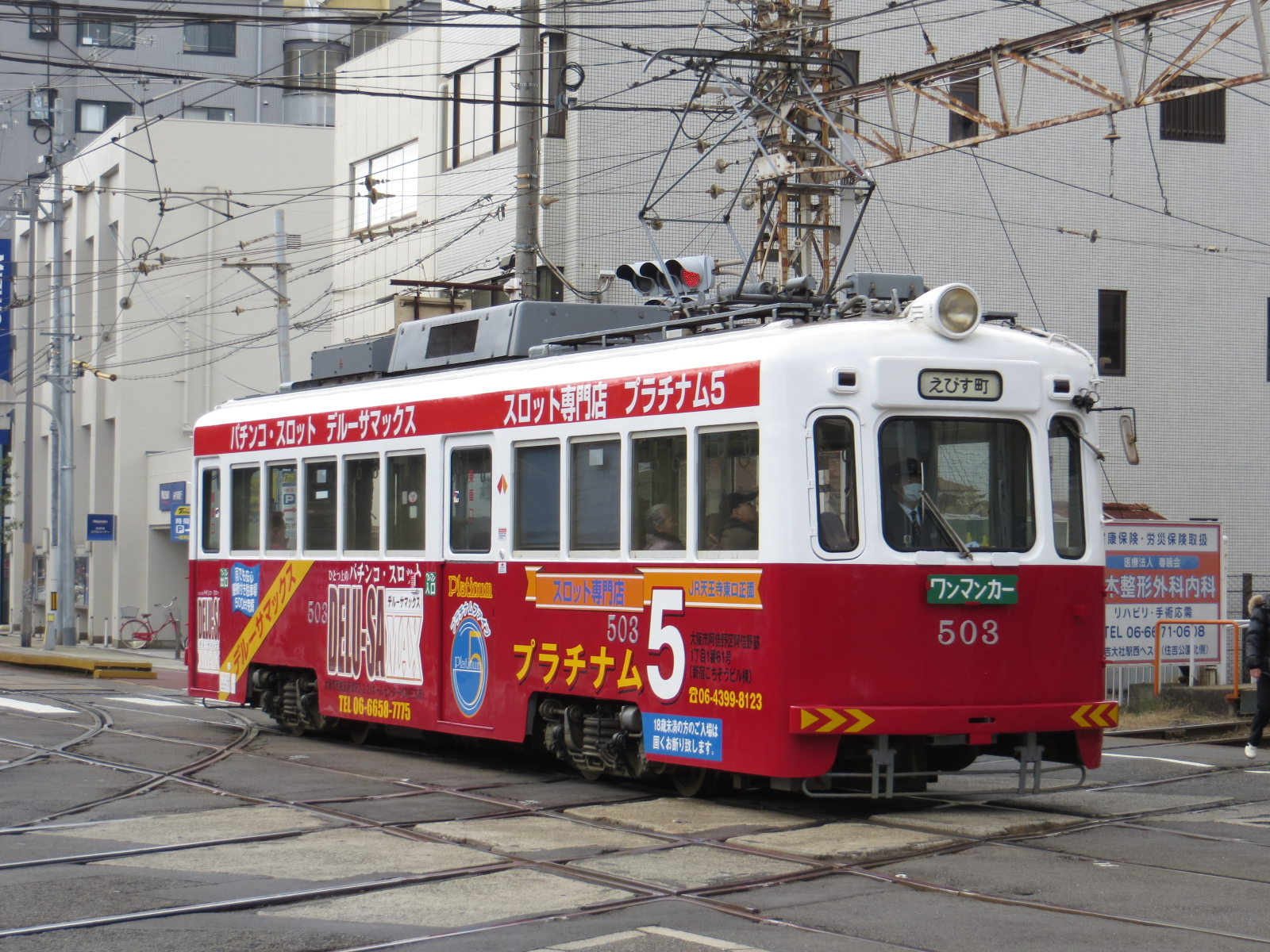
モ503（2013年3月） 「デルーサツインK's・プラチナム5」塗装

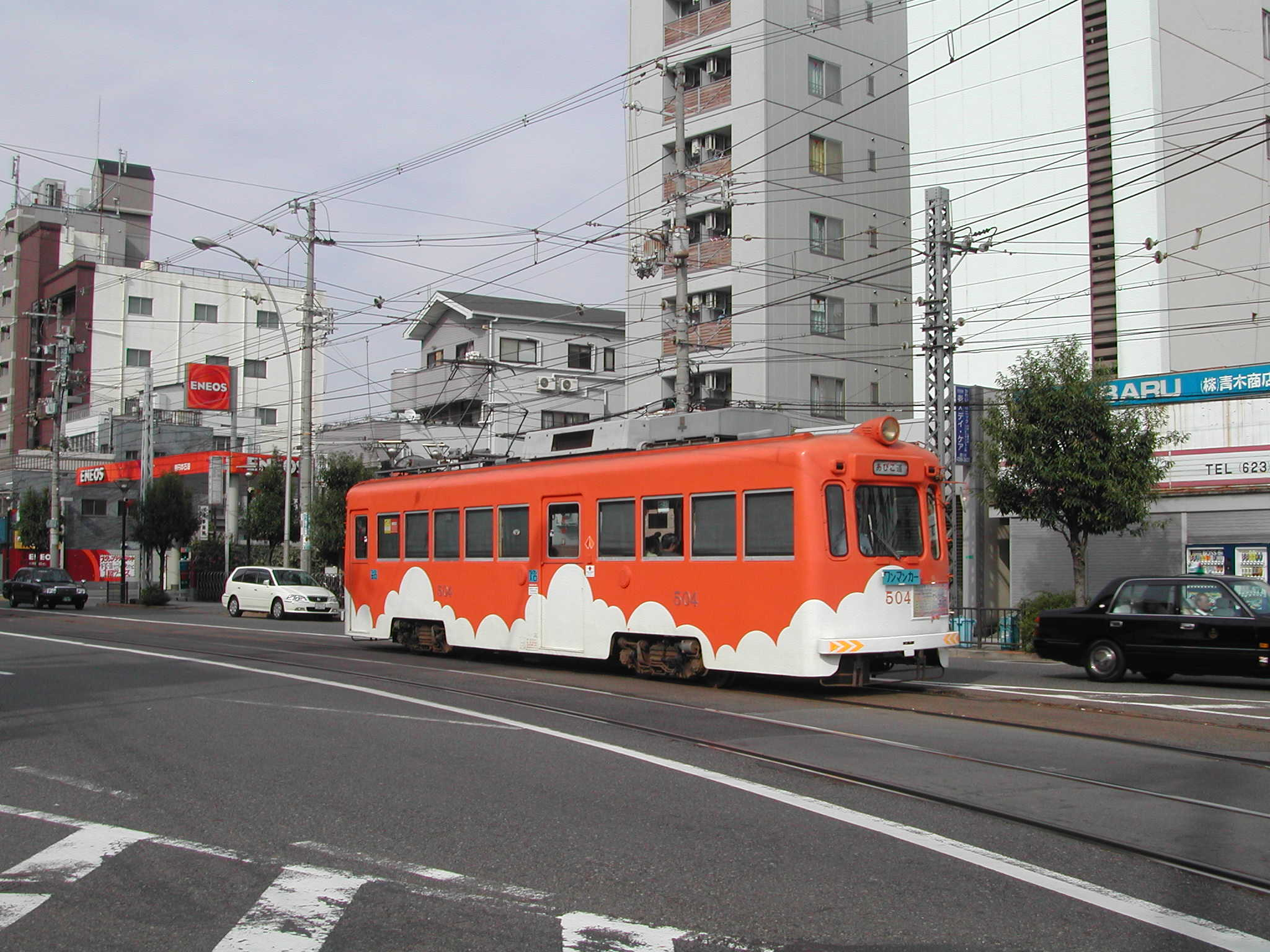
モ504（2014年6月）「近鉄百貨店あべのハルカス近鉄本店」塗装
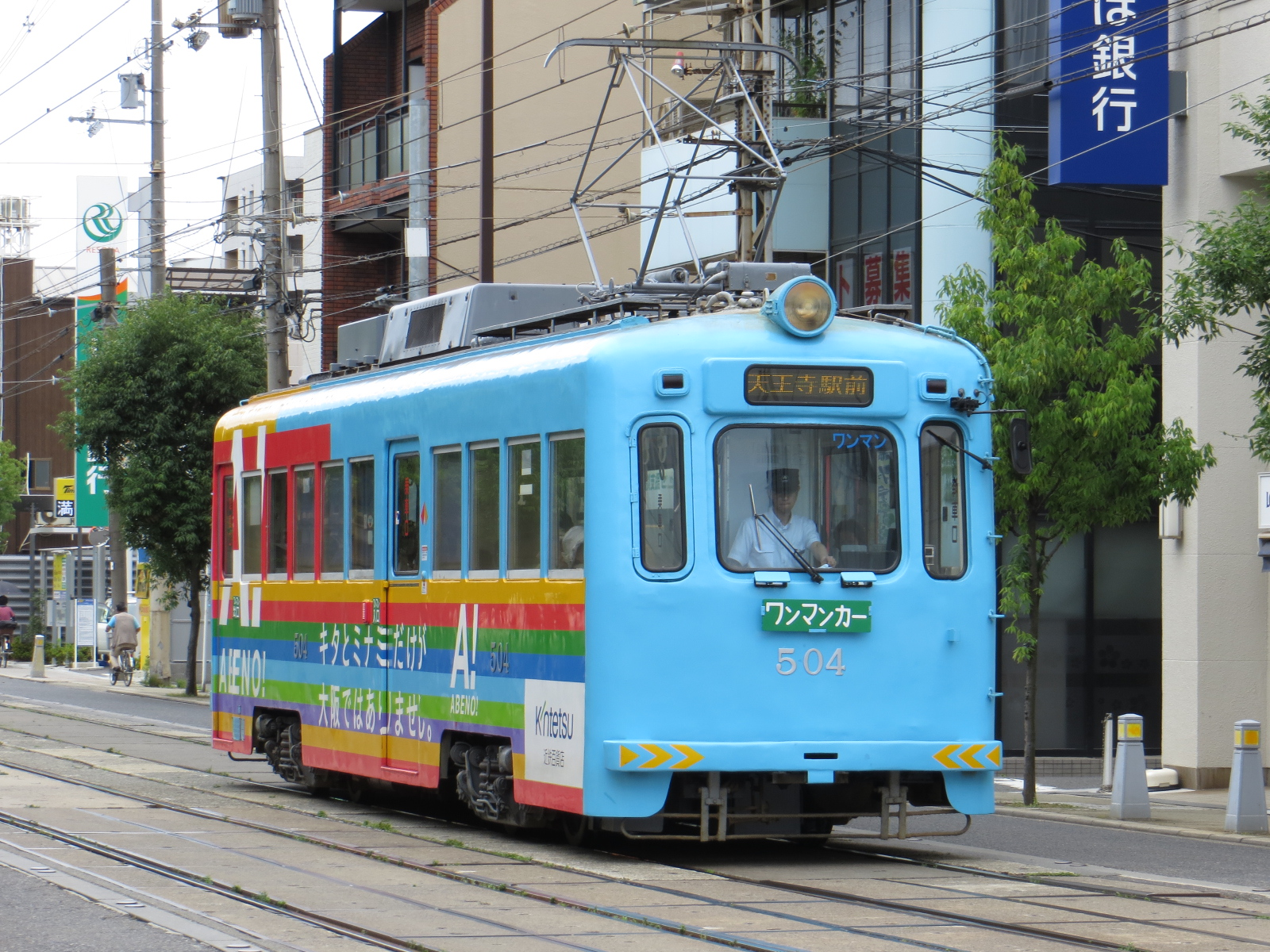
モ504（2014年6月）「近鉄百貨店あべのハルカス近鉄本店」塗装
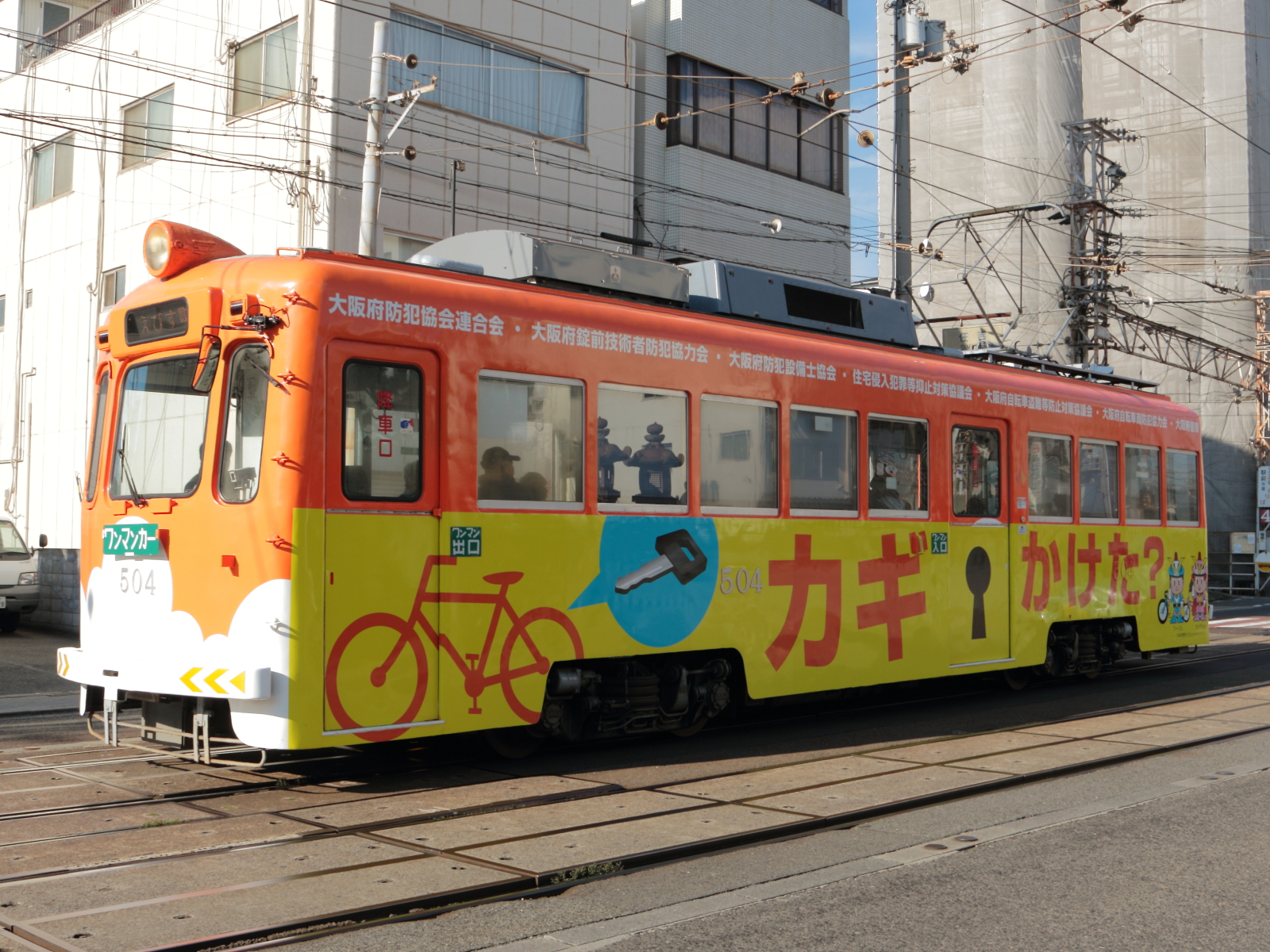
モ504（2015年12月）　雲塗装（橙）＆防犯啓発運動ラッピング
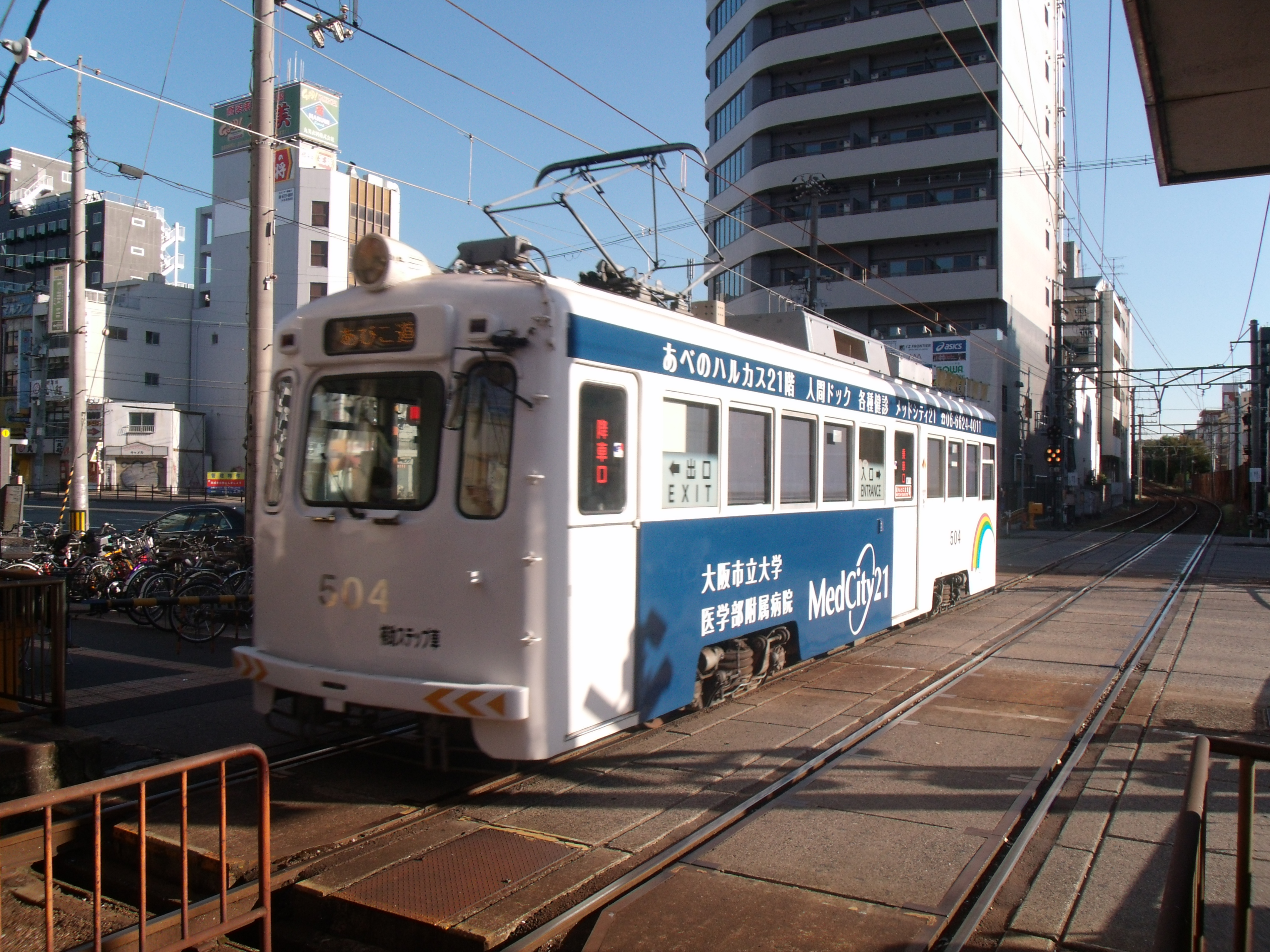
モ504（2020年9月）「大阪市立大学医学部付属病院」塗装
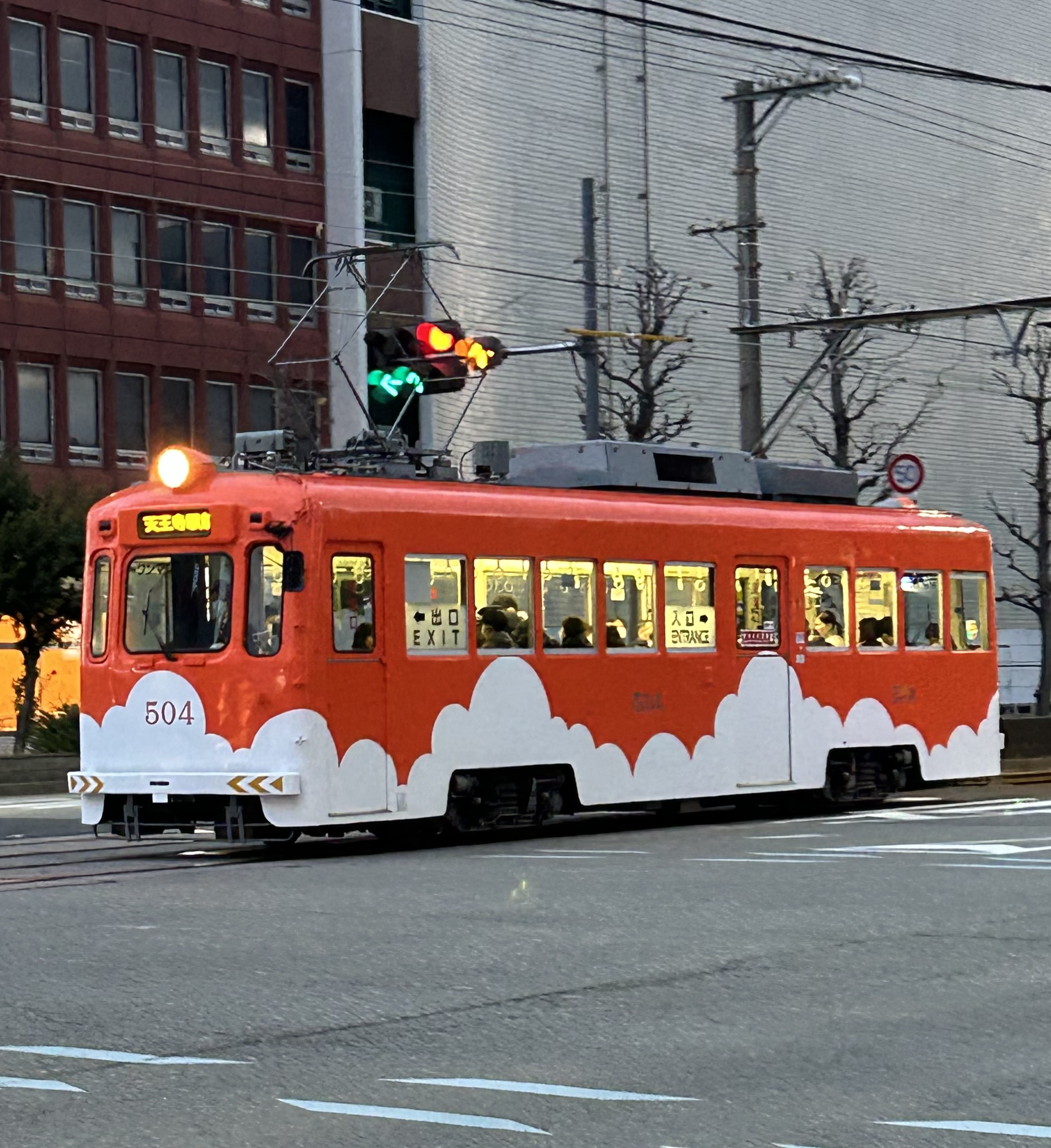
モ504（2024年11月）雲塗装（橙）

- モ505 - （ほのぼのレイク）→阪堺標準色→雲電車（橙）→竣工当時の塗装→キン肉マン→金太郎塗り→チャギントン

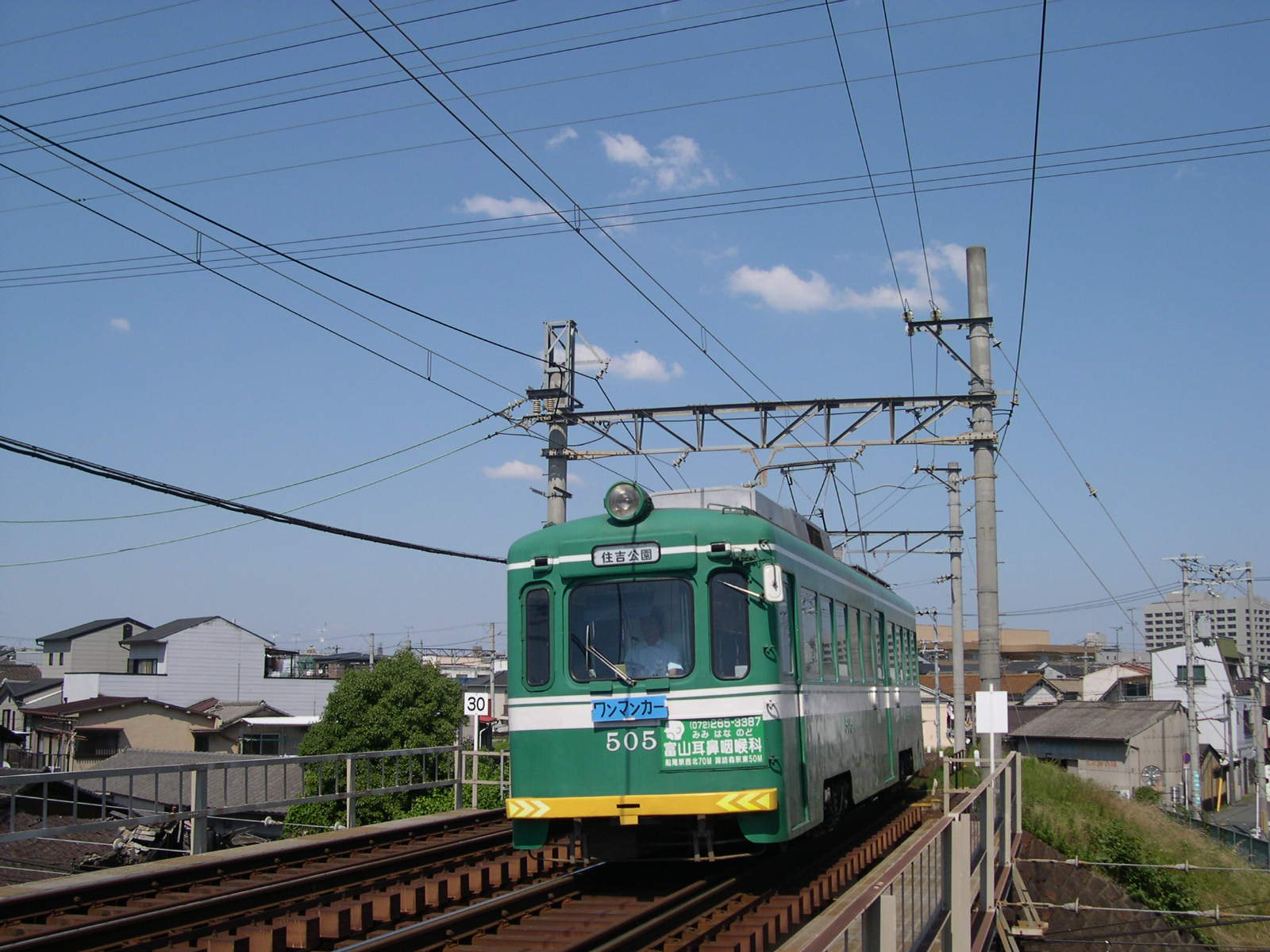
モ505（2004年6月） 新標準色塗装
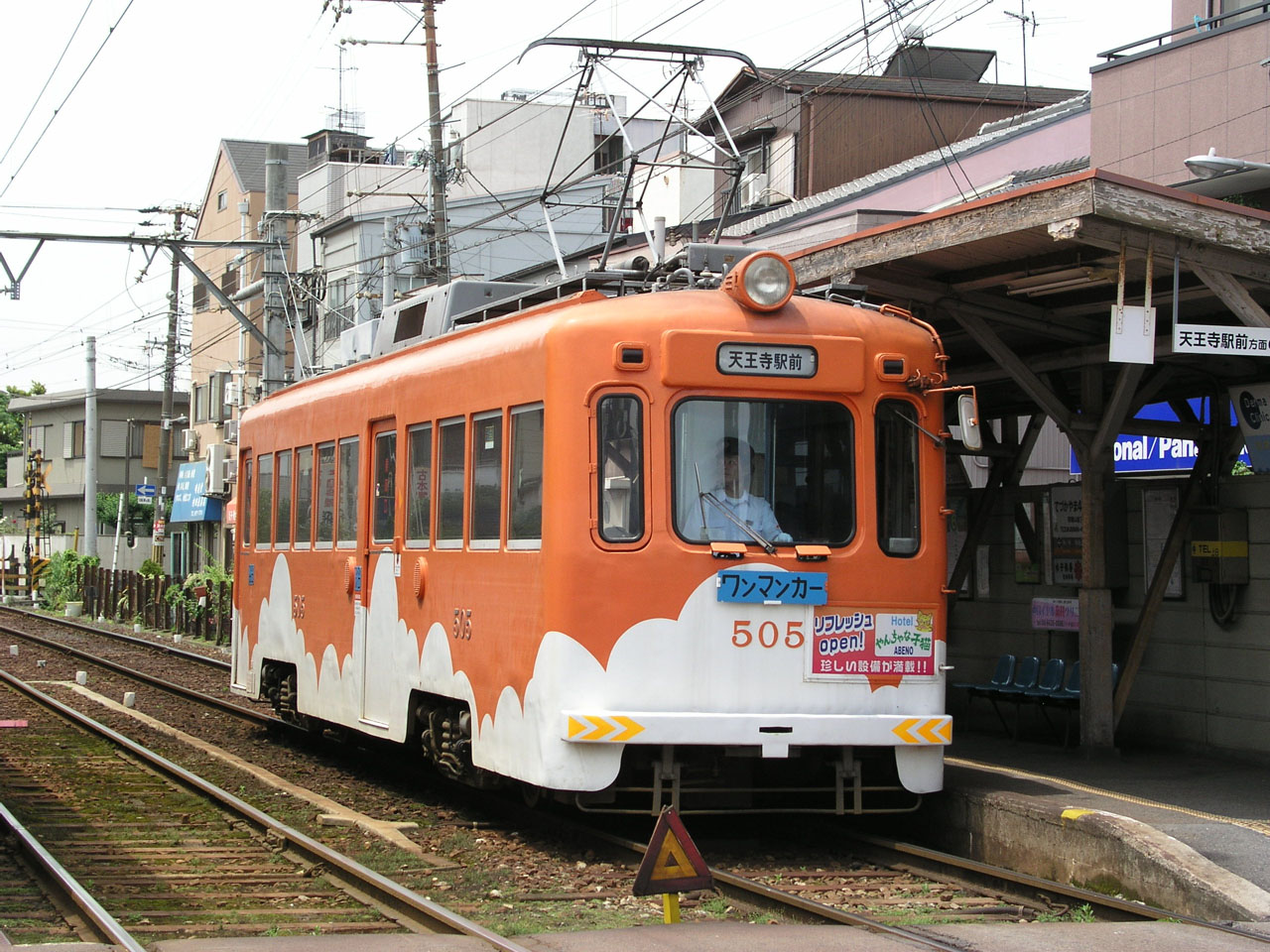
モ505（2006年6月） 雲塗装（橙）
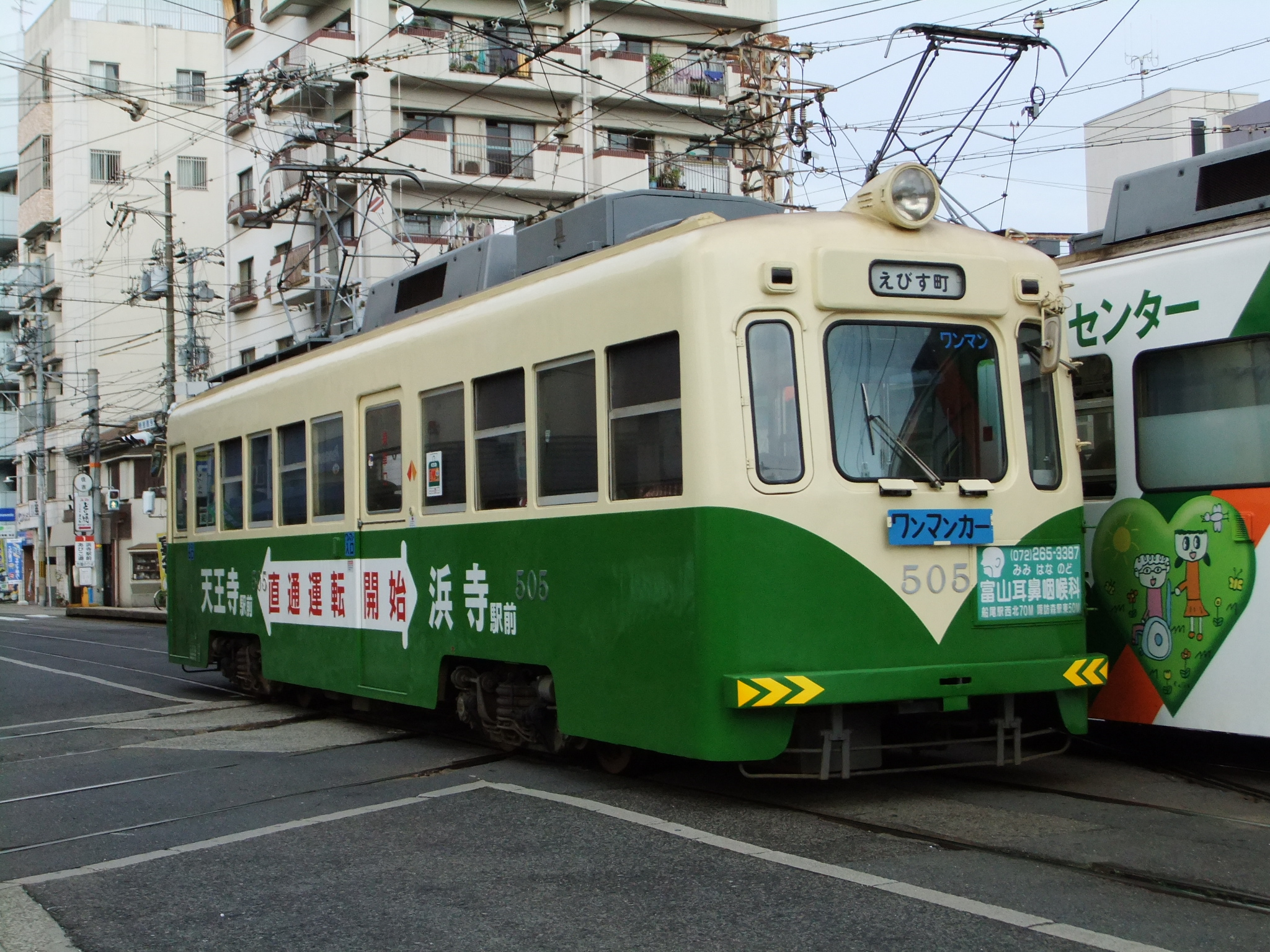
モ505（2010年10月） 竣工当時の塗装
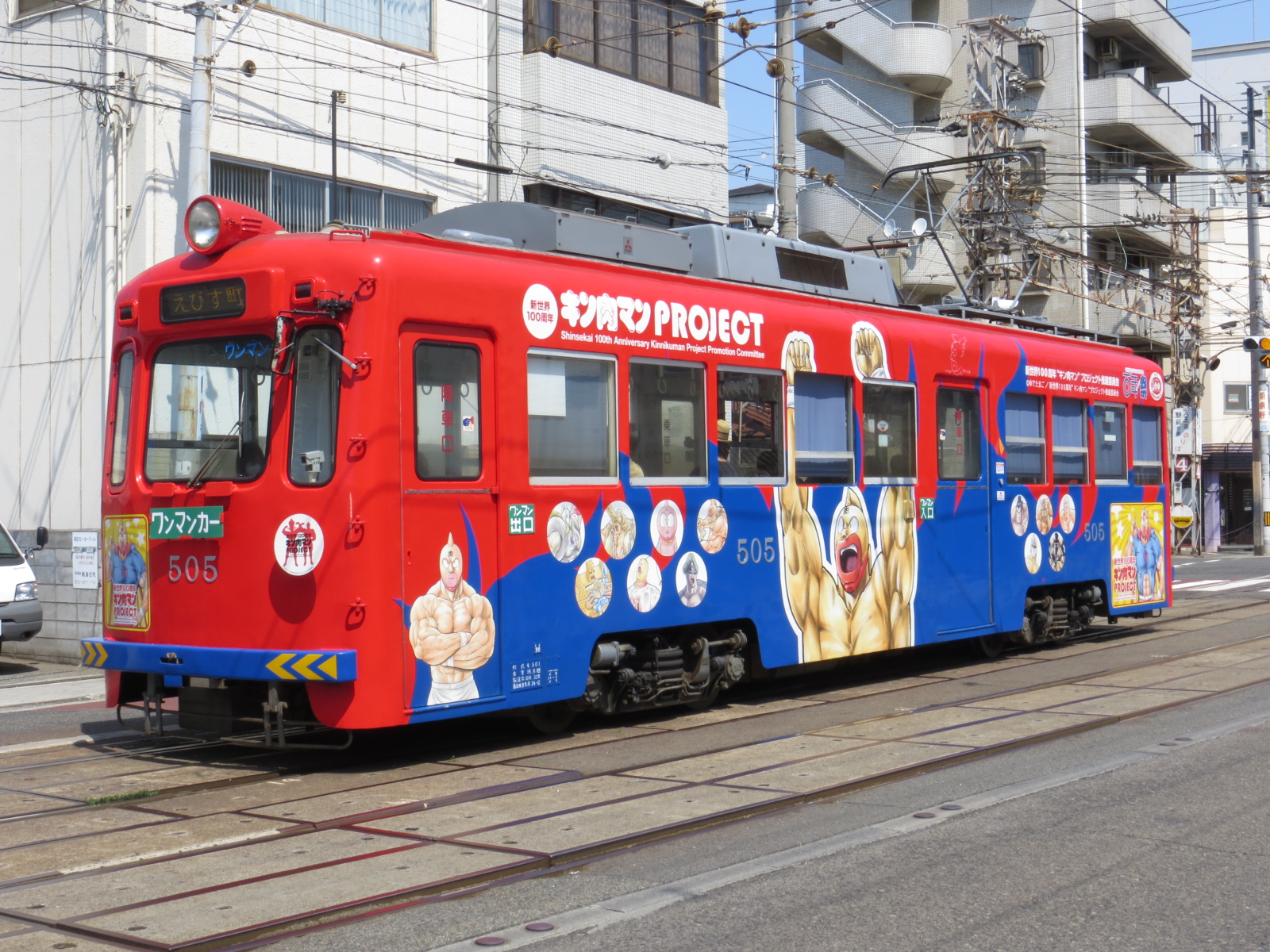
モ505（2014年4月） キン肉マンラッピング
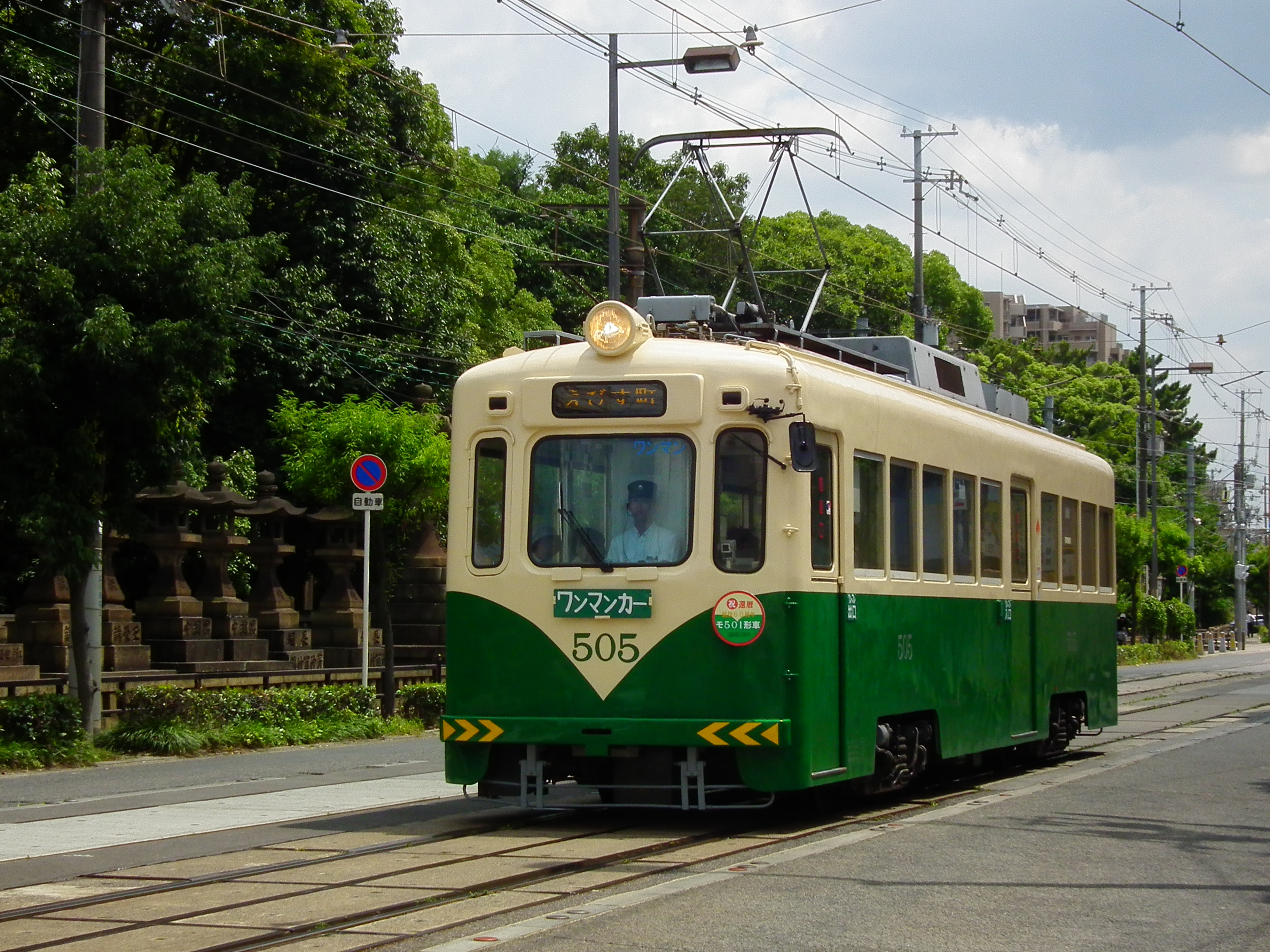
モ505（2017年7月） 金太郎塗装
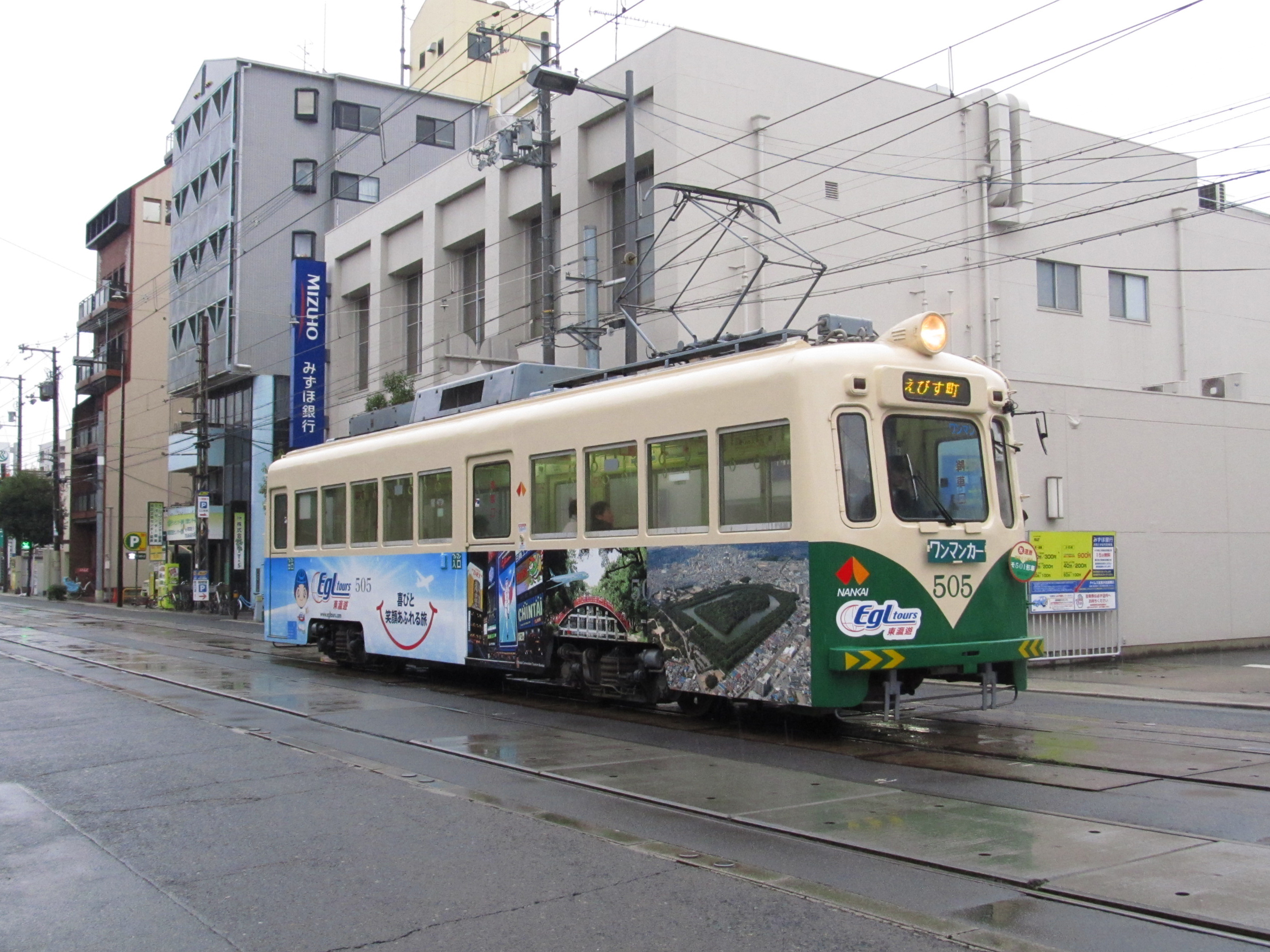
モ505（2018年1月） 金太郎塗装（広告入り）